# Réseau du Clot d'Aspres

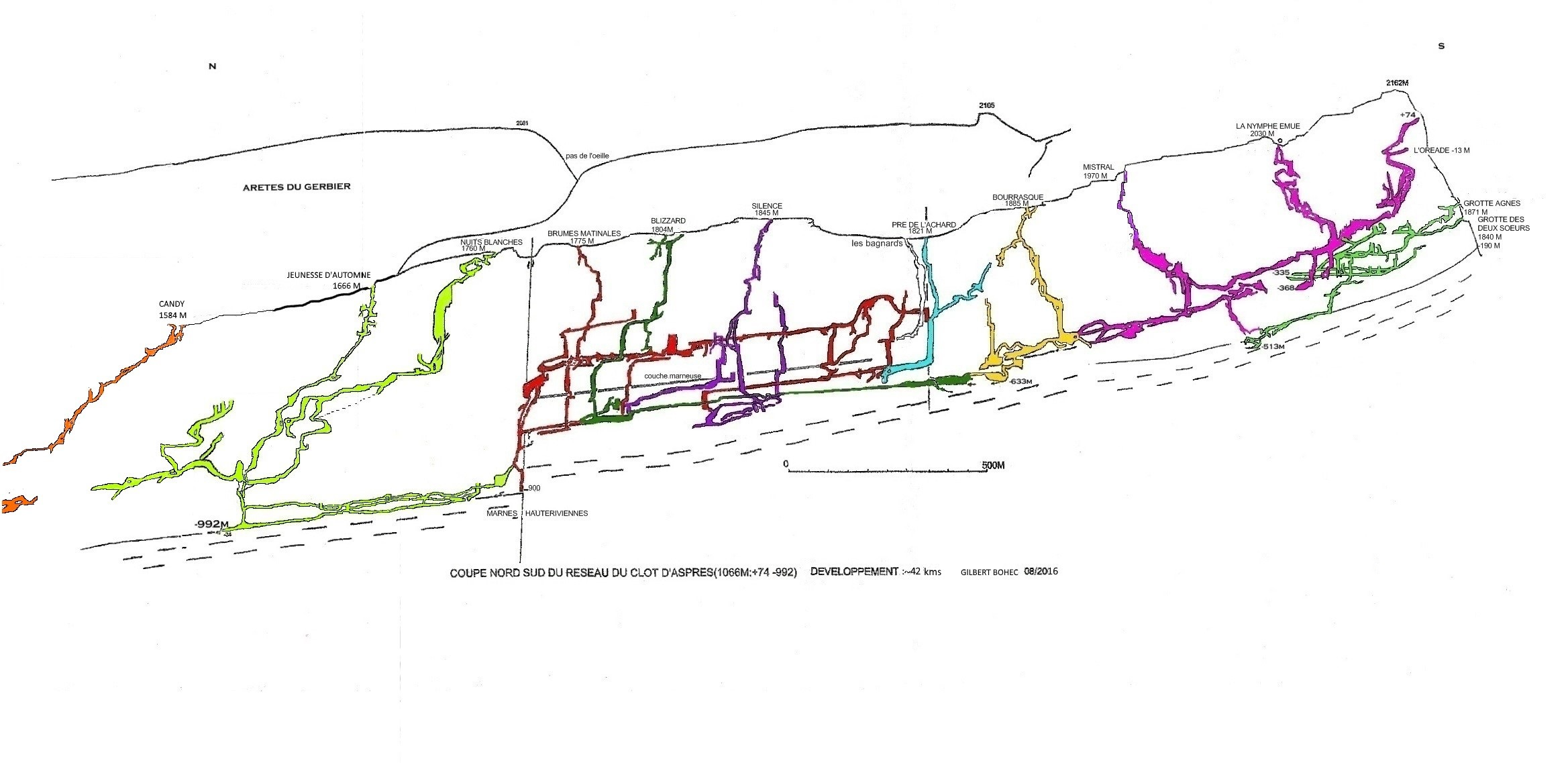
Coupe nord-sud du réseau du Clot d'Aspres.

Le réseau du Clot d'Aspres est un ensemble de conduits souterrains situés majoritairement sous le vallon du Clot d'Aspres qui appartient à la commune de Villard-de-Lans dans le Nord du Vercors, en Isère. Ce vaste réseau karstique se compose de 42 kilomètres de galeries s'étageant sur 1 066 mètres de dénivelé, entre le point le plus haut (amont de la grotte de l'Oréade +74 m) et le point le plus bas (siphon du scialet des Nuits-Blanches plongé jusqu'à −34 m).
Le réseau du Clot d'Aspres est ainsi le second « moins mille » du massif du Vercors. Les eaux du collecteur rencontrées au contact des marnes hauteriviennes ressortent à l'exsurgence de Goule-Blanche dans les gorges de la Bourne à 832 mètres d'altitude.

## Géologie
Le réseau se développe uniquement dans les calcaires urgoniens. Les marnes hauteriviennes sont atteintes au niveau du collecteur. On note la présence d'importantes galeries horizontales à un niveau intermédiaire de l'Urgonien.

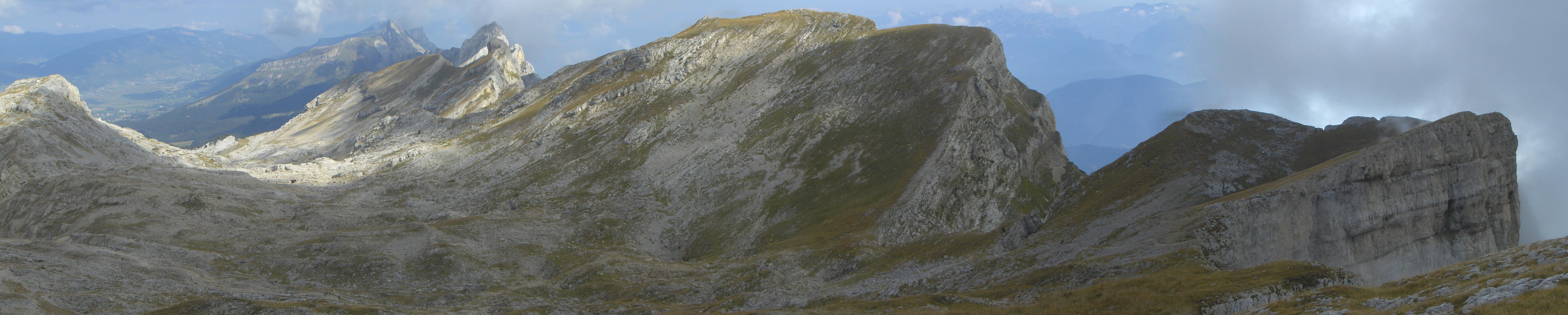
Le vallon du Clot d'Aspres vu du sud.

L'hypothèse est que les puits et le collecteur basal ont été creusés dès le Quaternaire ancien, (entre 750 000 ans et 1,8 million d'années) ; les réseaux souterrains préexistants ont ensuite été décapités par le glacier local descendant dans le vallon de la Fauge jusqu'à la fin du Würm II, (50 000 ans). 
La galerie dénommée « L'Autoroute du Soleil » a probablement été formée avant le creusement des gorges de la Bourne et le soulèvement du Vercors, c'est-à-dire il y a plus de cinq millions d'années.
Des datations d'un plancher stalagmitique de la grotte des Deux Sœurs ont permis de dater sa formation à l'interglaciaire Riss-Würm. Cela prouve que la grotte possédait encore son bassin d'alimentation il y a 100 000 ans, bassin aujourd'hui disparu à la suite des dernières glaciations quaternaires,.

## Explorations

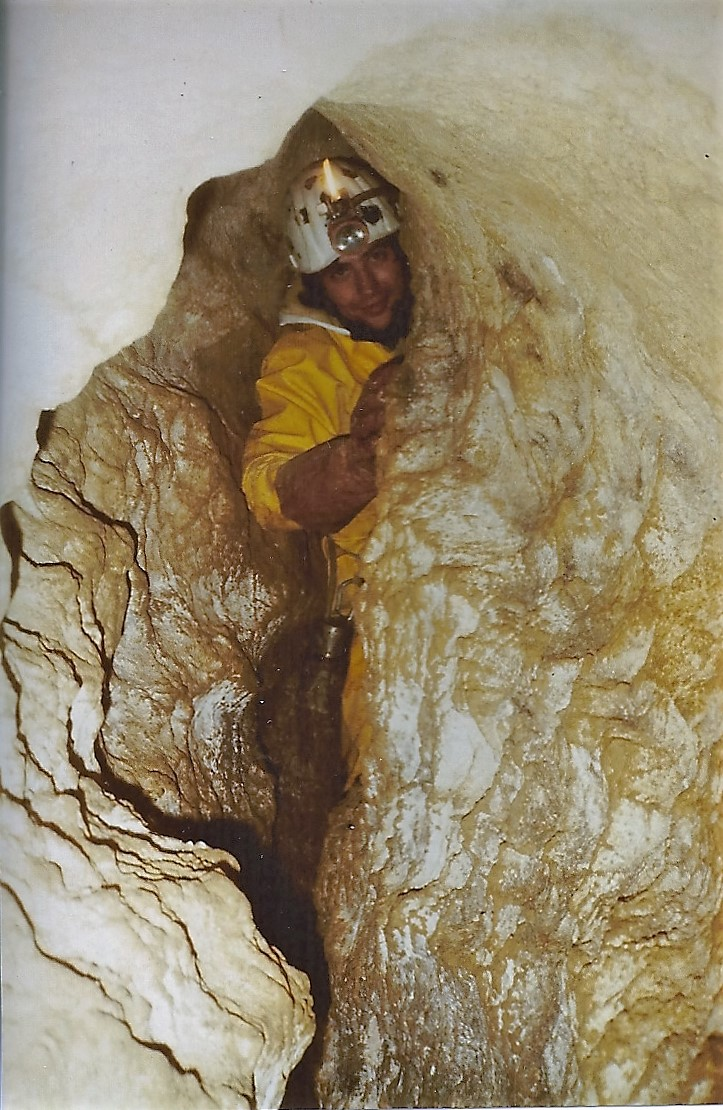
Un méandre étroit du scialet des Brumes-Matinales.

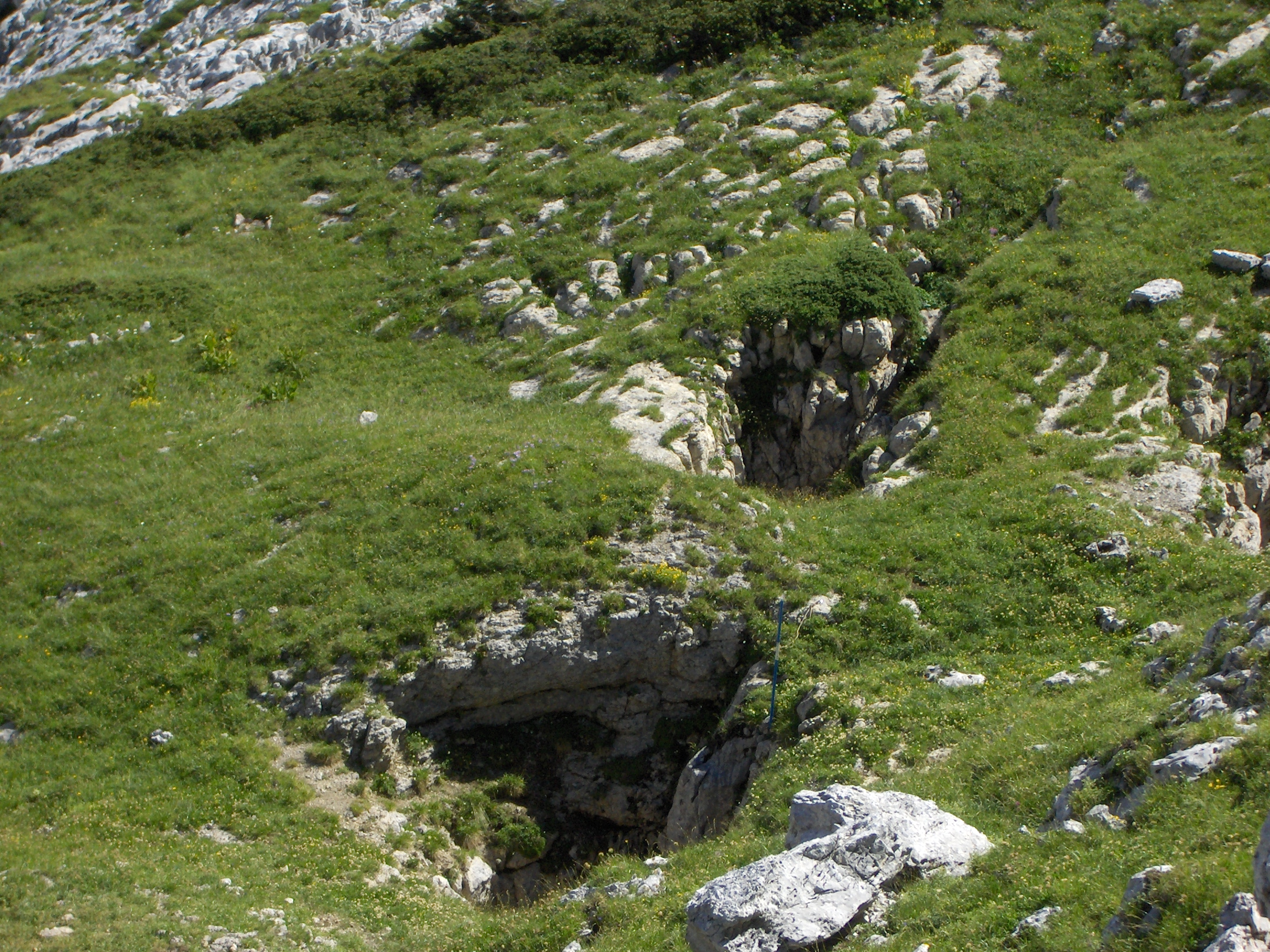
Entrées du scialet de la Bourrasque au milieu du vallon.

Les explorations du réseau ont débuté avec la visite de la grotte des Deux-Sœurs en 1902 par Fonne et Muller. En 1952 la section grenobloise du CAF de Lyon avec la participation de Pierre Chevalier découvre le réseau des Grenoblois avec arrêt à −181 m. Ceci permet en 1954, aux Lyonnais du Clan de la Verna d'atteindre un siphon à −315 mètres,,.
Sur le plateau, depuis le scialet de la Nymphe-Émue, situé 200 mètres au-dessus de cette grotte, une descente de 341 mètres est réalisée en 1964 par le Clan des Tritons de Lyon, sans réaliser de jonction.
En septembre 1986 un groupe de Drômois et le groupe spéléo Le Graoully trouvent la suite de la cavité. Les Drômois et les Lorrains découvrent des kilomètres de galeries à partir du scialet de la Nymphe-Émue et une nouvelle entrée : la grotte de l'Oréade, située sur le flanc extérieur est du Clot, sur la commune du Gua.
Le Spéléo club du Veymont (SCV) trouve fin 1987 le scialet de la Bourrasque qui rejoint à −370 mètres l'aval du scialet de la Nymphe-Émue,.
En 1988, le scialet des Brumes-Matinales est dévoilé jusqu'à une profondeur de −645 mètres par le SCV. Des spéléologues drômois, indépendants des clubs, trouvent aussi en 1988 le scialet du Pré de l'Achard et descendent jusqu'à −410 mètres.
Mi-août 1989, le scialet du Blizzard est désobstrué il s'avère qu'il rejoint les Brumes-Matinales à −521 mètres,. Dans la foulée le SCV explore le scialet du Silence jusqu'à −542 mètres.
En mai 1990, le scialet des Nuits-Blanches est découvert par le Spéléo club du Veymont et rejoint le collecteur à −688 mètres.
En 1991, les Drômois trouvent une jonction entre la grotte des Deux-Sœurs et le scialet de la Nymphe-Émue. Le réseau supérieur comprend désormais quatre entrées : les Deux-Sœurs, l'Oréade, la Nymphe-Émue et la Bourrasque. Dans l'été 1991, le SCV découvre des galeries qui mettent en communication les scialets des Brumes-Matinales, du Blizzard, du Silence et du Pré de l'Achard. Cet ensemble est désigné comme le réseau médian.
En mai 1993 le siphon du scialet des Nuits Blanches est plongé par Frédéric Poggia jusqu'à −34 mètres.
L'amont du collecteur du Blizzard est repris par le groupe spéléo montagne de Fontaine en juillet 1994, après l'escalade d'une cascade de 25 mètres. Une superbe rivière est remontée sur 700 mètres avec arrêt sur un siphon. Ce dernier est plongé en septembre 1995 par Frédéric Poggia et permet la découverte de 800 m de rivière avec deux nouveaux siphons et une trémie.
Les réseaux aval et médian, puis amont et médian sont reliés en passant par le collecteur et en «bravant» les trémies par les Spéléos grenoblois du club alpin français (SGCAF) en 2008,, ce qui fait du réseau le deuxième -1 000 du Vercors.
Le 26 octobre 2015, le SGCAF découvre l'entrée d'un puits de 70 mètres nommé Jeunesse d'Automne. Le scialet, en communiquant avec les Nuits-Blanches le 28 novembre 2015, appartient au réseau du Clot d'Aspres. La jonction entre les deux cavités se fait à l'aplomb du siphon terminal des Nuits-Blanches.
En 2015, 2016 et 2017, les explorations se concentrent en aval. L'enjeu est de savoir si la grotte du Clot d'Aspres  (Clan des Tritons), les scialets de la Chambre-Froide et du Candy (SGCAF) communiquent avec le réseau,. Une nouvelle cavité, le Puits Sans Fond-Arche de Noé, située sous le sommet Agathe, l'une des Deux-Sœurs, fait aussi partie du réseau mais aucune jonction n'a pu être encore réalisée en 2019.

## Coupes des scialets du Clot d'Aspres

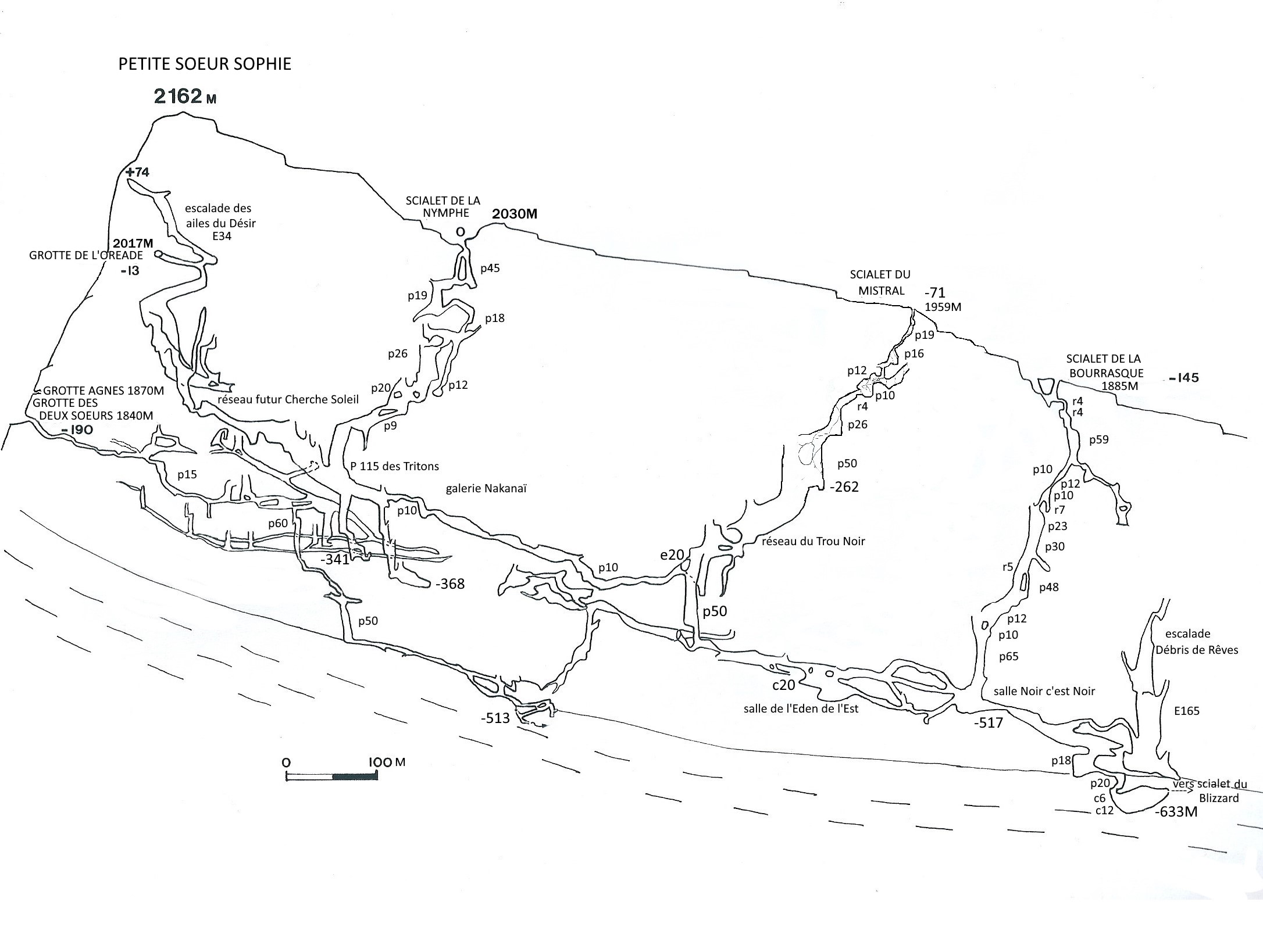
Coupe schématique grotte des Deux Soeurs - scialet de la Bourrasque.
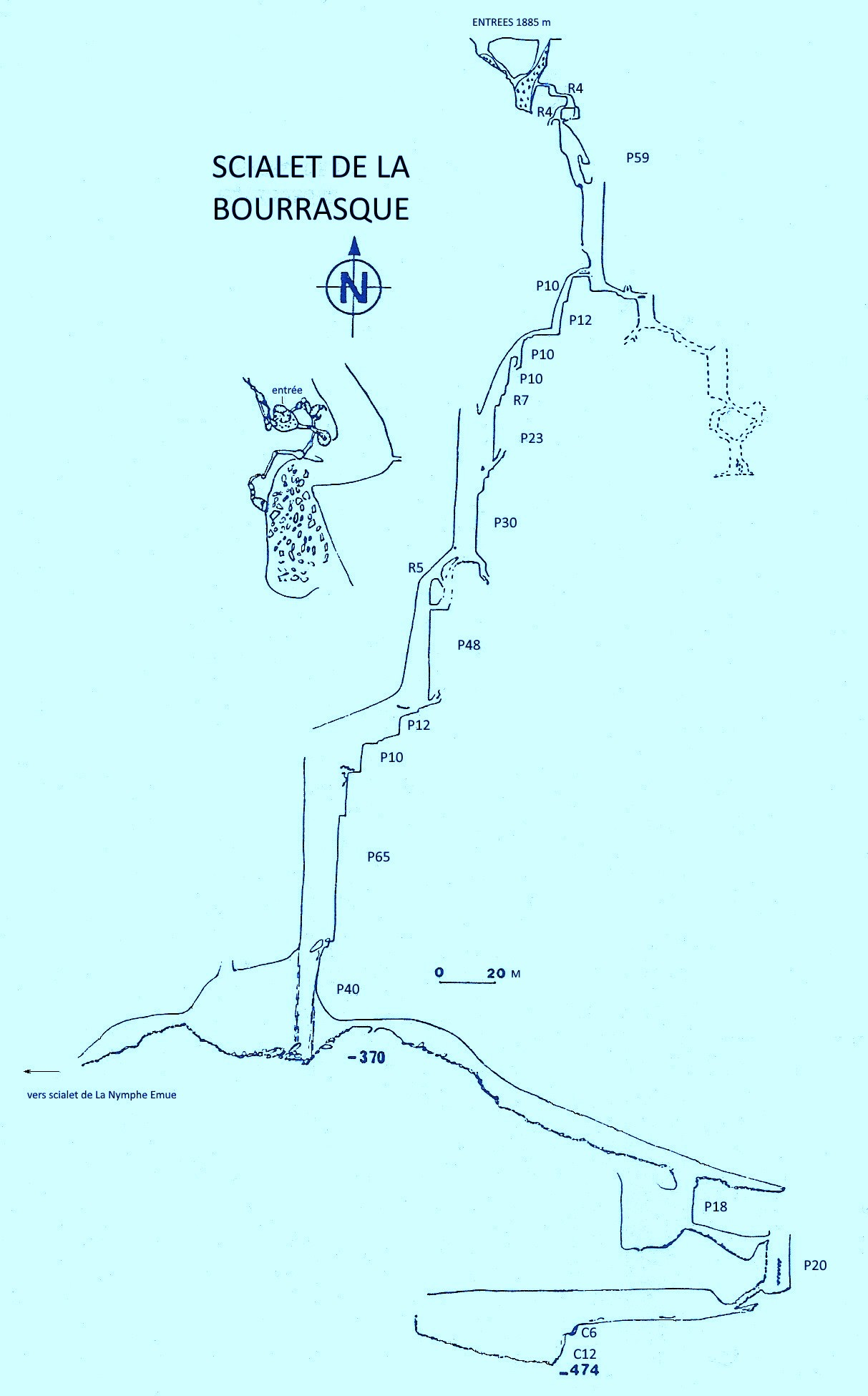
Coupe du scialet de la Bourrasque en 1988.
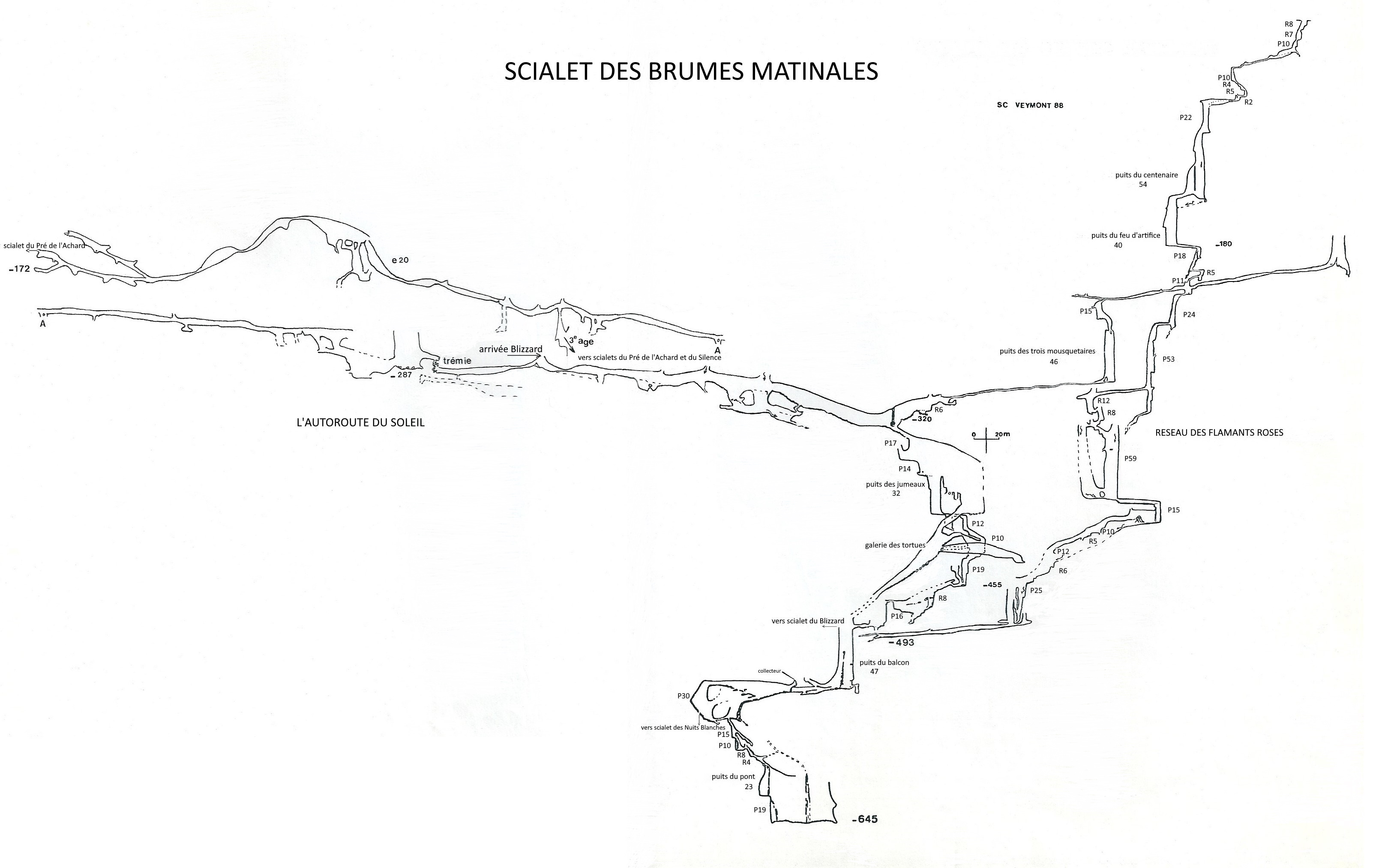
Coupe du scialet des Brumes Matinales en 1988.
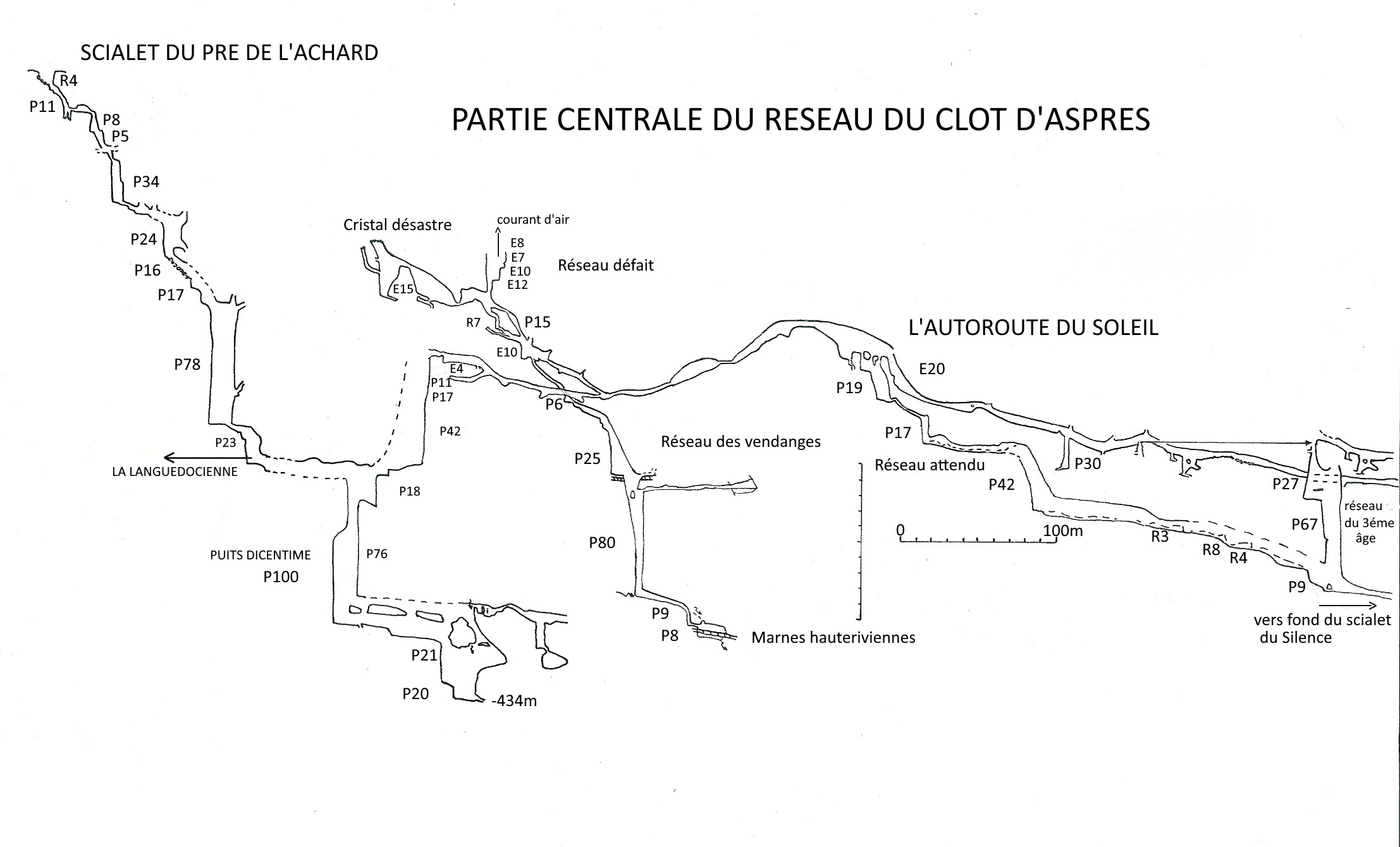
Partie centrale du réseau du Clot d'Aspres.
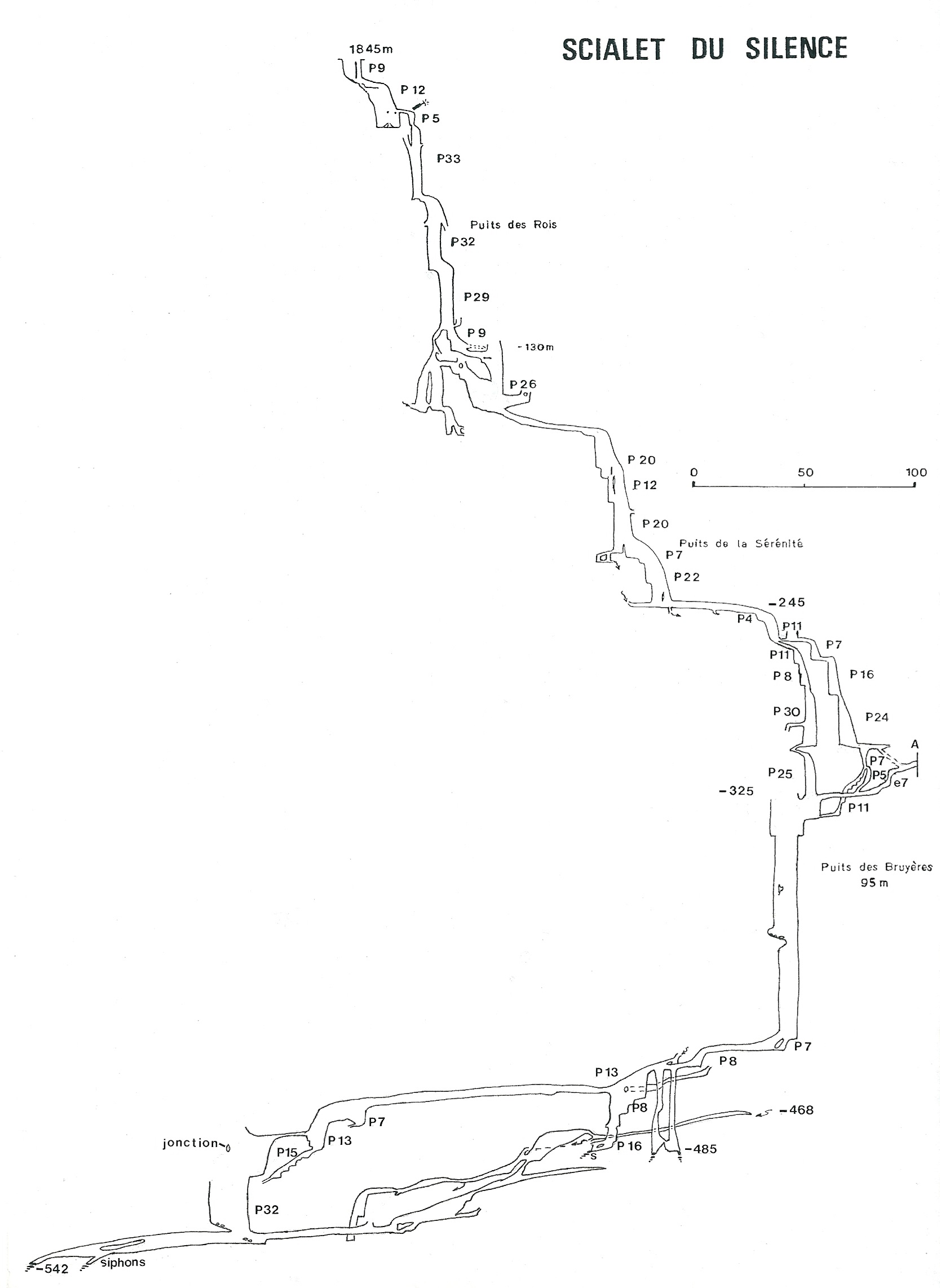
Coupe du scialet du Silence, second gouffre le plus visité du vallon.
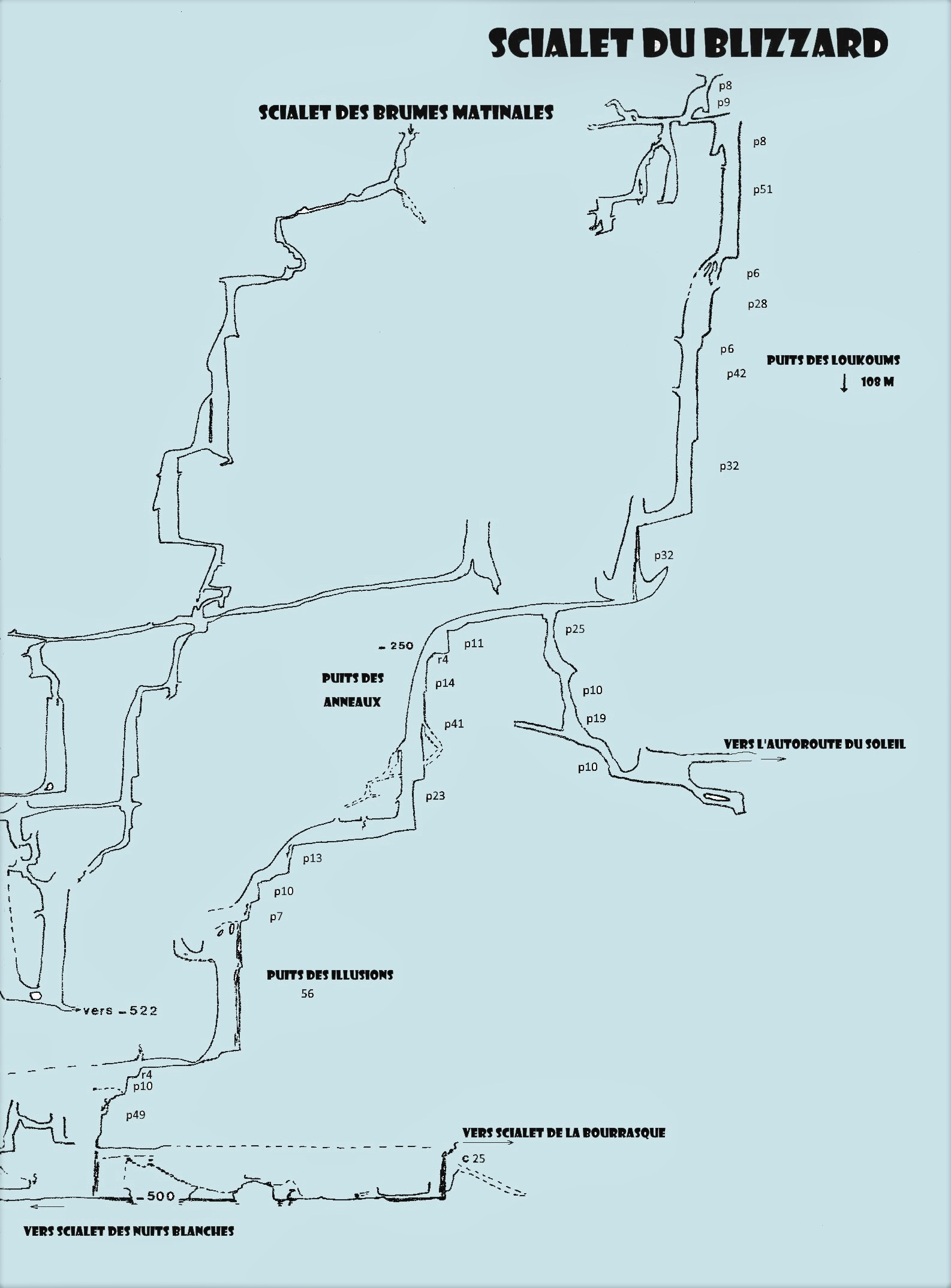
Le scialet du Blizzard, regard privilégié sur le réseau du Clot d'Aspres.
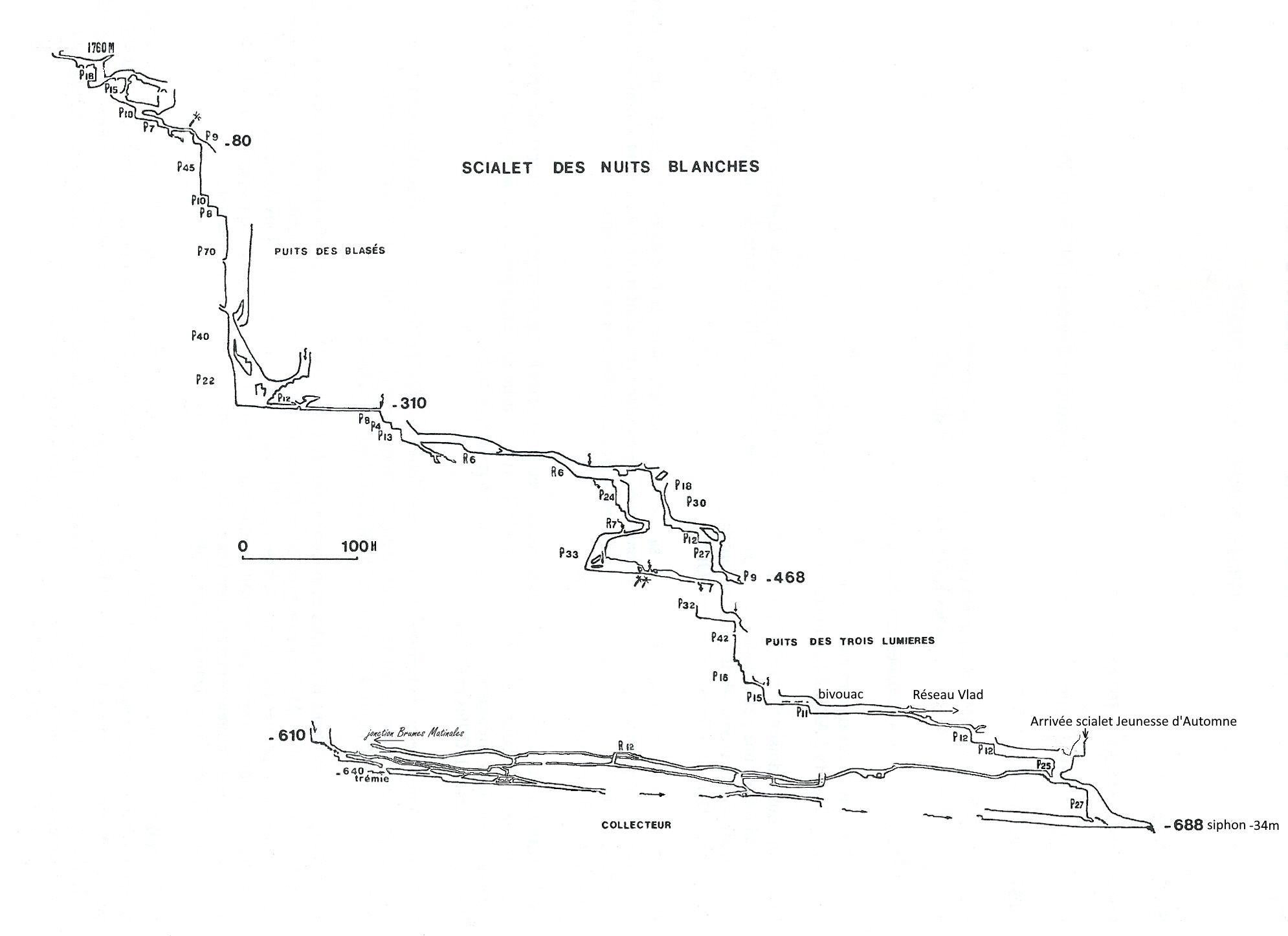
Coupe développée du scialet des Nuits Blanches en 1991.
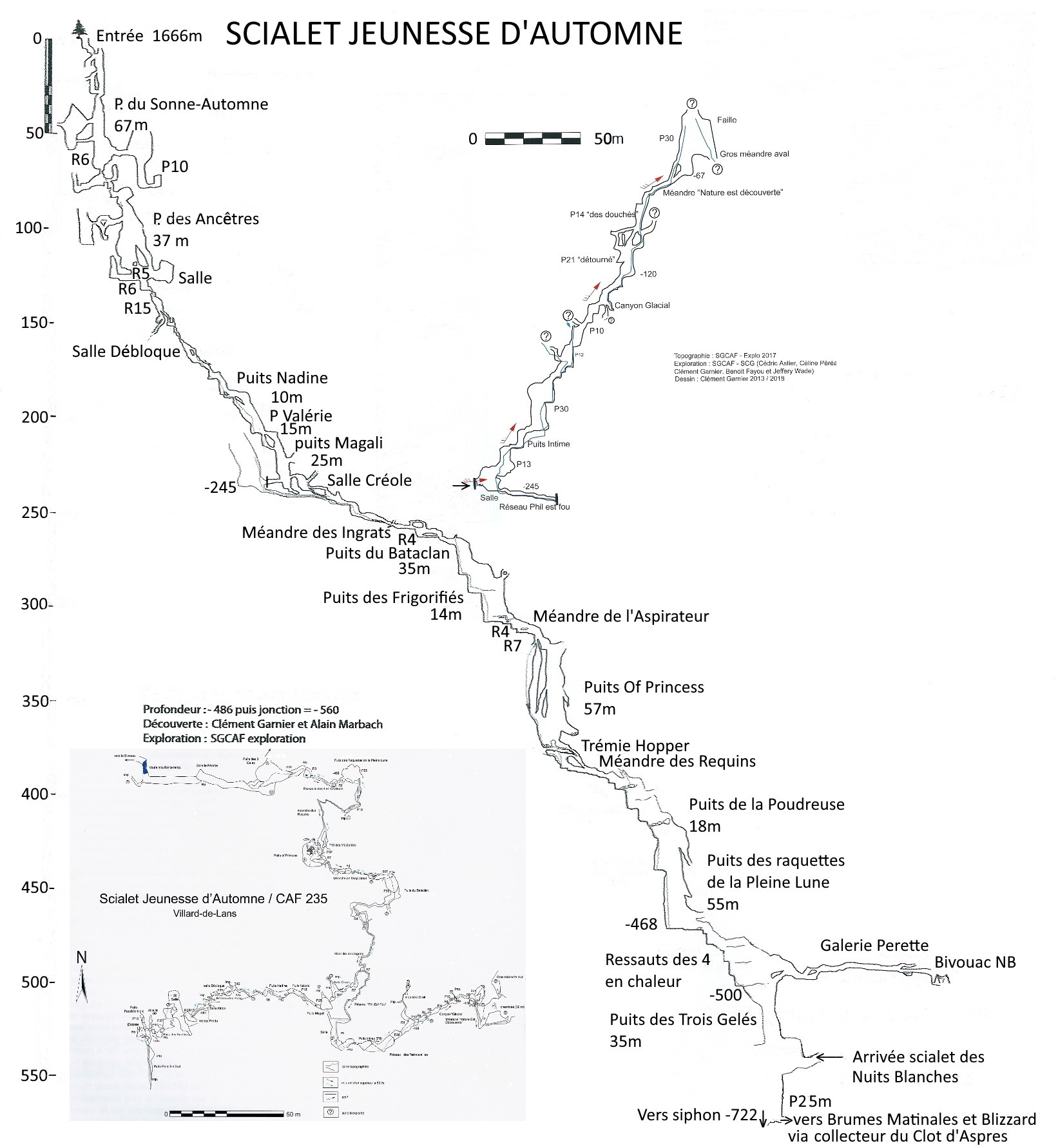
Coupe et plan Jeunesse d'Automne.
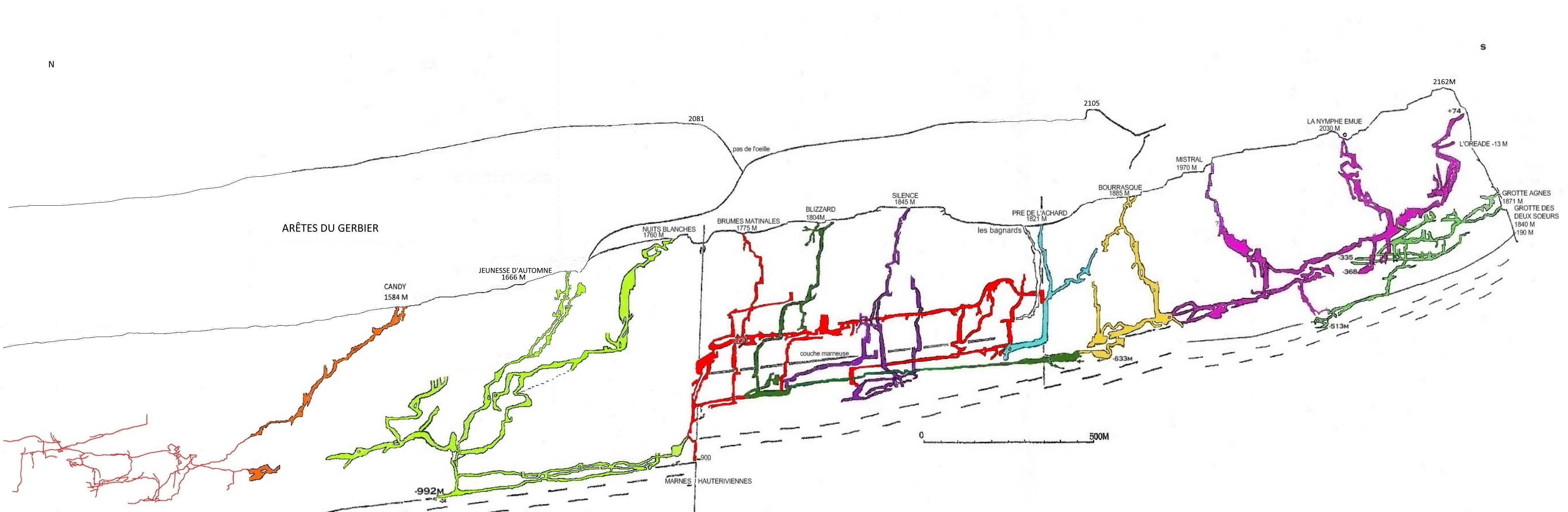
Le réseau du Clot d'Aspres avec le scialet Candy.

## Description

### Entrées

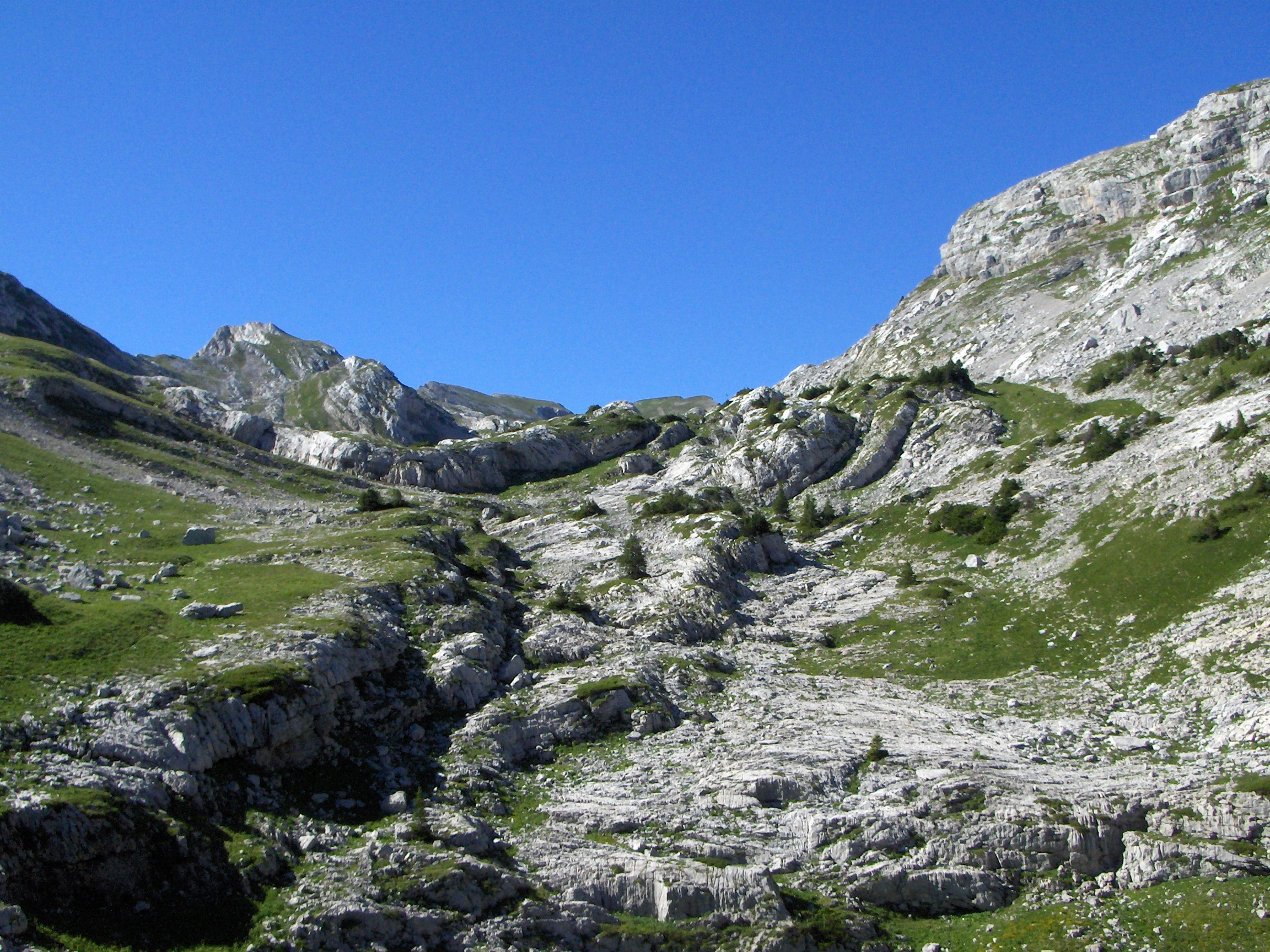
Début du vallon du Clot d'Aspres où se trouvent trois entrées du réseau.

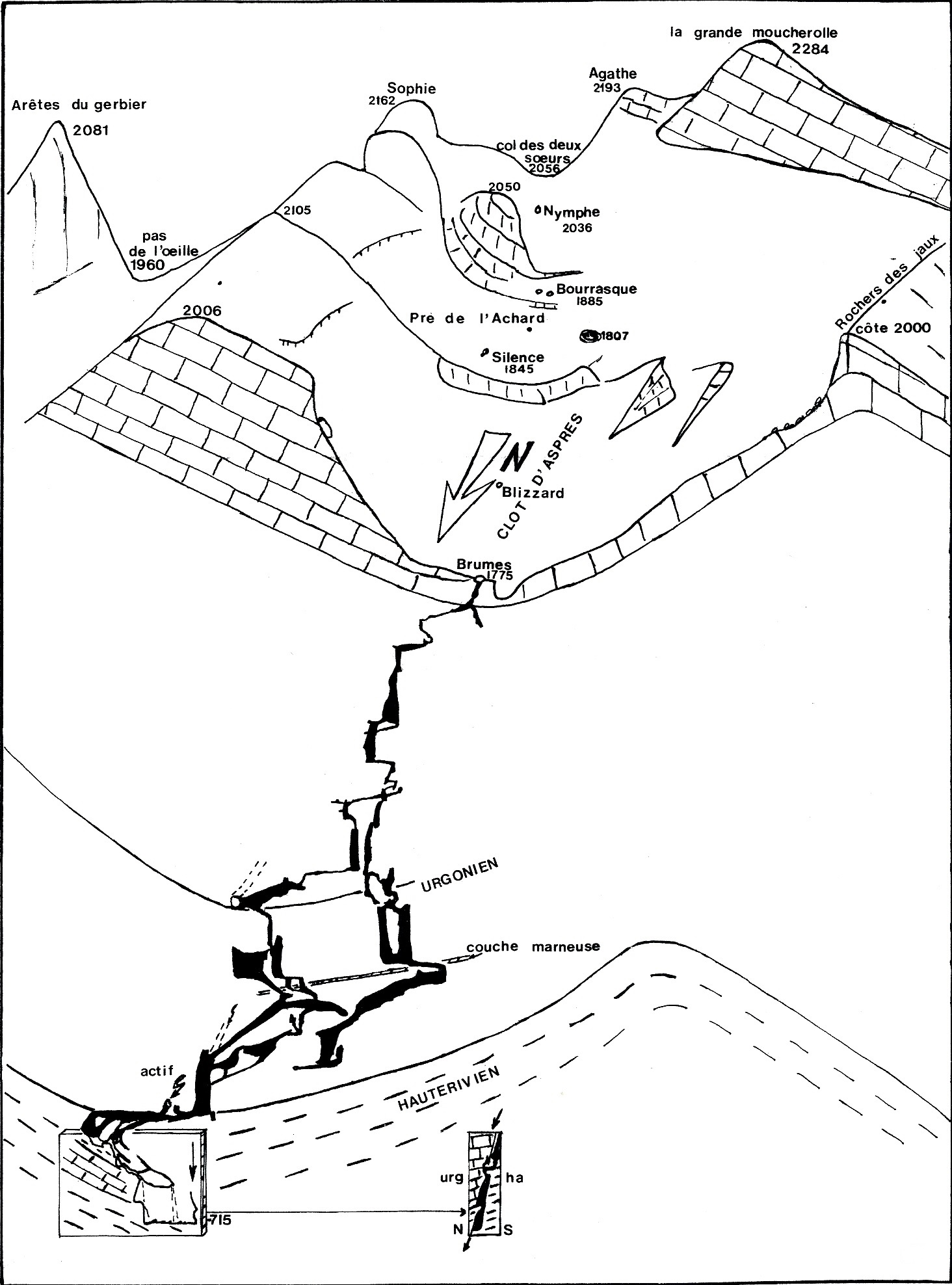
Brumes-Matinales et vallon du Clot d'Aspres.

Les ruines de la bergerie du Clot d'Aspres, au bord d'une doline, sont le point de départ d'une sente dirigée vers le sud. Celle-ci permet l'accès à toutes les cavités du plateau qui sont positionnées en amont du scialet des Brumes-Matinales.
Au nord se situent les scialets des Nuits Blanches et Jeunesse d'Automne.
Au pied du col des Deux Sœurs, versant Drac se trouve la grotte des Deux-Sœurs sur la commune de Le Gua ; la grotte de l'Oréade et la grotte Agnès sont au-dessus dans la même falaise.
Les différentes entrées du réseau du Clot d'Aspres sont repérées sur le Géoportail.
Le réseau du Clot d'Aspres, est composé, du sud au nord, des cavités suivantes :
- la grotte Agnès 45° 00′ 12″ N, 5° 34′ 47″ E; 1870 m
- la grotte des Deux-Sœurs (ex réseau supérieur)45° 00′ 16″ N, 5° 34′ 52″ E ; 1840 m
- la grotte de l'Oréade (ex réseau supérieur)45° 00′ 24″ N, 5° 34′ 50″ E ; 2017 m
- le scialet de la Nymphe-Émue (ex réseau supérieur)45° 00′ 25″ N, 5° 34′ 35″ E ; 2030 m
- le scialet du Mistral45° 00′ 38″ N, 5° 34′ 31″ E ; 1960 m
- le scialet de la Bourrasque (ex réseau supérieur)45° 00′ 43″ N, 5° 34′ 35″ E ; 1885 m
- le scialet du Pré de l'Achard (ex réseau médian)45° 00′ 54″ N, 5° 34′ 37″ E ;1828 m
- le scialet du Silence (ex réseau médian) 45° 01′ 03″ N, 5° 34′ 35″ E ; 1845 m
- le scialet du Blizzard (ex réseau médian)45° 01′ 11″ N, 5° 34′ 34″ E ; 1804 m
- le scialet des Brumes-Matinales (ex réseau médian) 45° 01′ 15″ N, 5° 34′ 32″ E ; 1768 m
- le scialet des Nuits-Blanches (ex réseau inférieur)45° 01′ 24″ N, 5° 34′ 36″ E ; 1760 m
- le scialet Jeunesse d'Automne (entrée aval)45° 01′ 33″ N, 5° 34′ 42″ E 1666m.

Les cotes positives et négatives dépendent du scialet de la Nymphe-Émue, qui est l'entrée la plus haute du réseau, et donc le point de référence.

### Galeries
Du sud au nord du vallon et en considérant les galeries les plus en amont vers l'aval, il est possible de décrire quatre parties.
Les entrées de la première partie sont la grotte des Deux Sœurs et la grotte Agnès. À leur niveau se distinguent d'une part les galeries horizontales qui suivent le pendage des couches calcaires et qui sont de dimensions moyennes (réseau d'entrée, des enragés, des grenoblois et réseau Lesdiguières qui est la voie d'accès de la grotte Agnès), et d'autre part des éléments verticaux avec les puits et son collecteur. En effet une série de puits et de galeries de dimensions modestes amène au collecteur qui suit le pendage descendant vers l'ouest et se termine sur un siphon à -513 m.
Les entrées de la seconde partie sont le scialet de la Nymphe-Émue, la grotte de l'Oréade, le scialet du Mistral et le scialet de La Bourrasque. Le scialet de la Nymphe-Émue donne accès à une série de puits entrecoupée de méandres étroits se développant à contre pendage. Le puits des tritons (110 m) recoupe à -256 m un gros méandre  amont-aval. En amont se trouvent la grotte de l'Oréade et un autre réseau — les ailes du désir — remonté jusqu'à +74 m. En aval, après une série de puits s'arrêtant à -368 m, se trouve une galerie de 4 × 4 m. Cette galerie suit le pendage et rencontre de nombreuses arrivées dont l'une correspond au scialet du Mistral — réseau du trou noir. Dès -450 m la galerie devient plus grande et plus ébouleuse. Dans la salle noir, c'est noir débouche le scialet de La Bourrasque. La large galerie se poursuit jusqu'au réseau des cascades du fond à -633 m. Une trémie donne accès à la rivière du ménisque qui après un siphon continue jusqu'au scialet du Blizzard.
Les entrées de la troisième partie sont le scialet du Pré de l'Achard, le scialet du Silence, le scialet du Blizzard et le scialet des Brumes-Matinales où se distinguent deux types de réseaux. L'un est constitué d'une galerie horizontale perchée 200 mètres au dessus des marnes hauteriviennes. Cette galerie l'Autoroute du Soleil que l'on peut suivre sur plus de 1 500 mètres a une section de 8 × 5 m. Elle s'arrête sur des trémies débouchant dans les puits terminaux du scialet du pré de l'Achard et elle est perforée par des puits donnant dans des réseaux inférieurs. L'autre réseau est constitué d'une série de puits descendant jusqu'aux marnes et recoupant fortuitement cette galerie. Le scialet du Pré de l'Achard donne accès à des puits entrecoupés de passages étroits qui butent sur les marnes hauteriviennes à -410 m. Avant le puits terminal un long méandre rejoint le fond du scialet du Silence ainsi que le scialet des Brumes-Matinales. Le scialet du Silence amène à des puits et à quelques méandres confortables recoupant un actif, lequel s'arrête sur un siphon situé à -542 m. Le scialet du Blizzard permet l'accès à l'Autoroute du Soleil à -320 m et débouche sur le collecteur à -500 m. En aval il rejoint le scialet des Brumes Matinales puis le scialet des Nuits Blanches. En amont après une rivière et un siphon le scialet de La Bourrasque est accessible. Le scialet des Brumes-Matinales conduit au gouffre le plus physique du secteur. Une série de puits entrecoupés de passages étroits recoupe à -300 m une grosse galerie l'Autoroute du Soleil. D'autres puits conduisent au collecteur à -520 m. En aval, un puits de 30 mètres, suivi d'un parcours, conduit au scialet des Nuits-Blanches tandis qu'un autre s'arrête dans une salle ébouleuse à 645 mètres de profondeur.
Les entrées de la quatrième partie sont le scialet des Nuits-Blanches et le gouffre Jeunesse d'Automne. Le scialet des Nuits-Blanches livre accès, jusqu'à la profondeur de 300 mètres, à une série de puits entrecoupés de courts méandres. Un méandre partiellement aquatique et une série de ressauts amènent à -340 m sur un grand méandre. Une autre série de verticales arrosées donne sur une galerie à -580 m. Il s'agit du départ du réseau de Vlad. Un méandre plus étroit, coupé de quelques ressauts, amène à -688 m dans le collecteur où un siphon se présente. Le scialet Jeunesse d'Automne arrive au dessus des puits terminaux précédant le siphon. Le collecteur a été remonté jusqu'à une trémie donnant accès au scialet des Brumes Matinales.

Plan schématique du Réseau du Clot d'Aspres en 2020
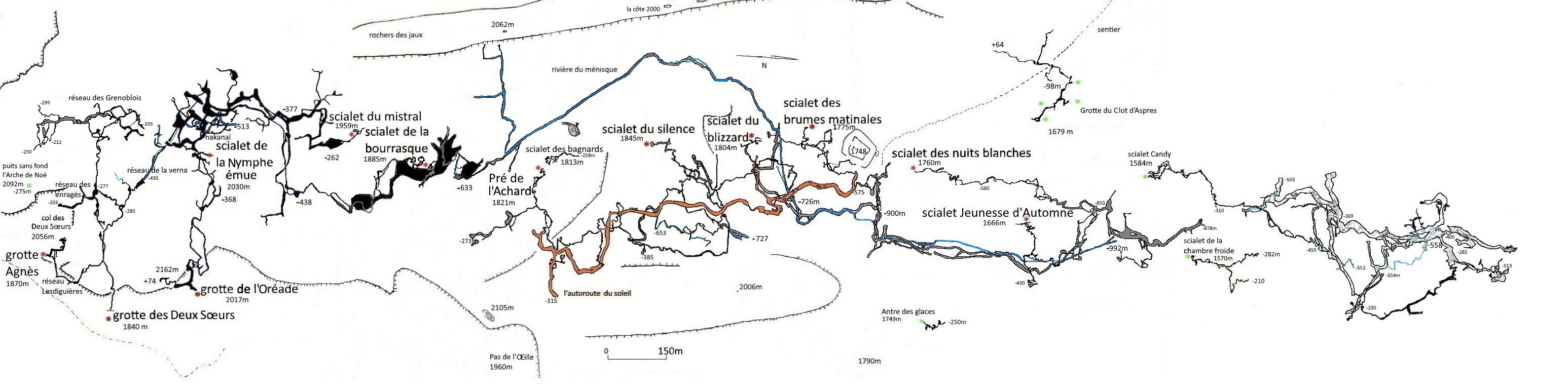

## Toponymie
« L'Autoroute du Soleil » est le nom d'une galerie horizontale particulièrement vaste et longue dont la direction est plein sud.
En amont du siphon −400 m du scialet du Blizzard, le collecteur est dénommé « rivière du Ménisque ». En effet, un plongeur parti mener seul l’exploration d’un siphon y est victime d’une luxation de rotule. Néanmoins il refait surface et aidé de ses seuls compagnons, sans autre secours, il parvient à l’air libre.
Le réseau de Vlad (Vlad III l'Empaleur) tient son nom du fait qu'un spéléologue a échappé de peu à l'empalement sur une barre à mine glissée dans son sac.
Le nom réseau Lesdiguières dans la grotte des Deux Sœurs a été donné par le clan Lesdiguières des Eclaireurs de France de Grenoble, l'un des premiers clubs explorateurs de la grotte en 1942 .

## Vues

Les scialets
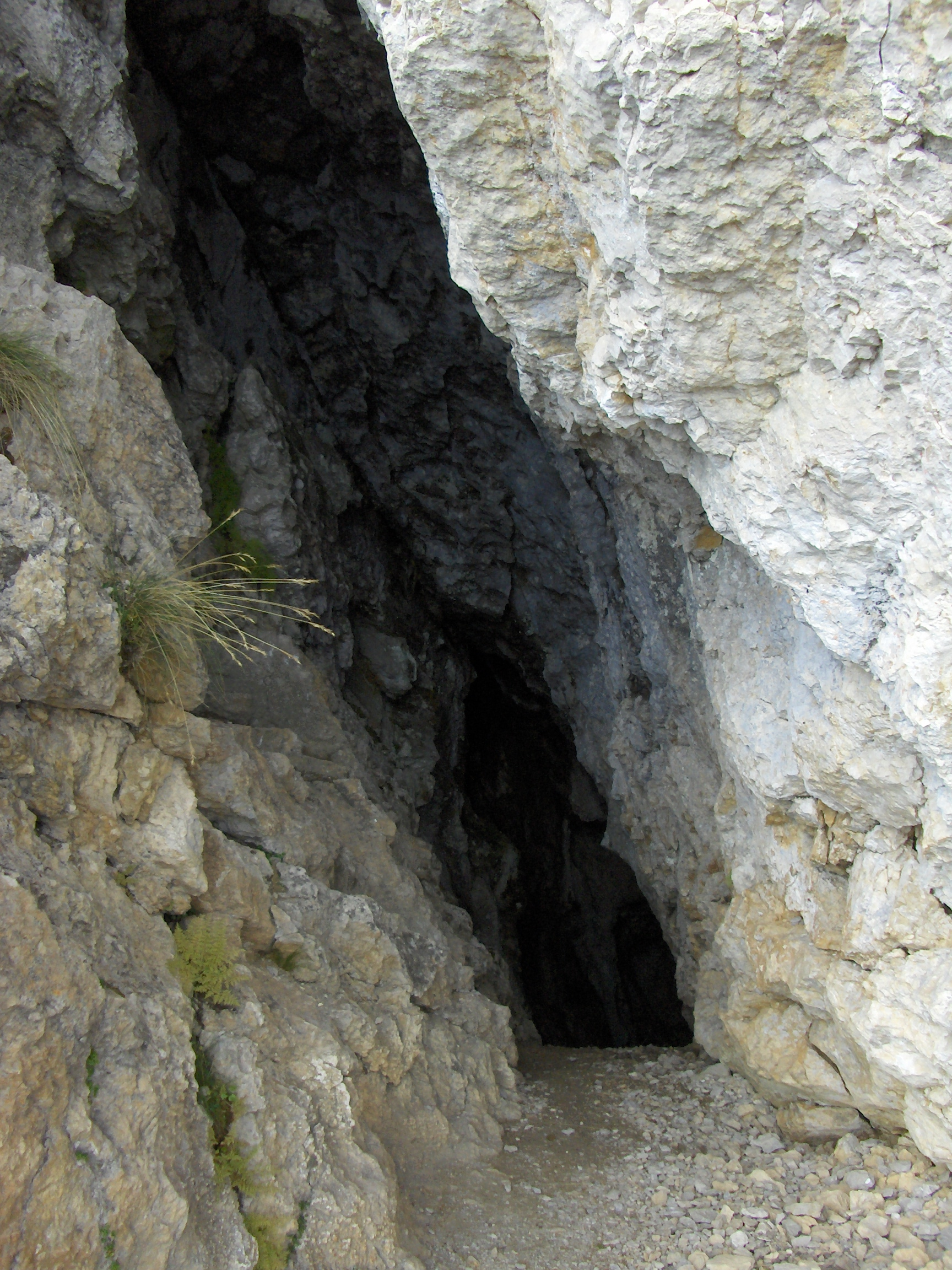
Grotte des Deux-Sœurs.
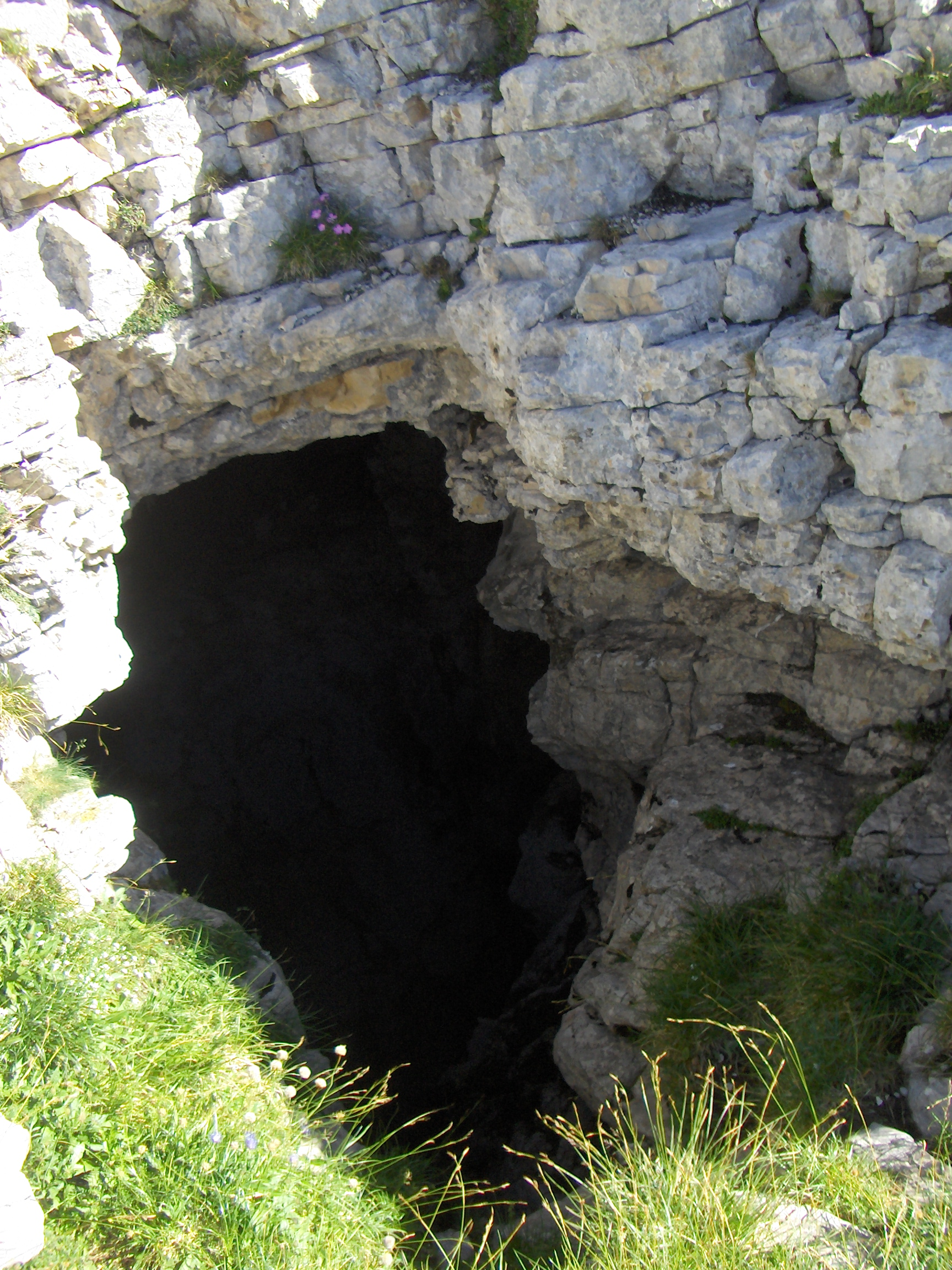
Nymphe-Émue.
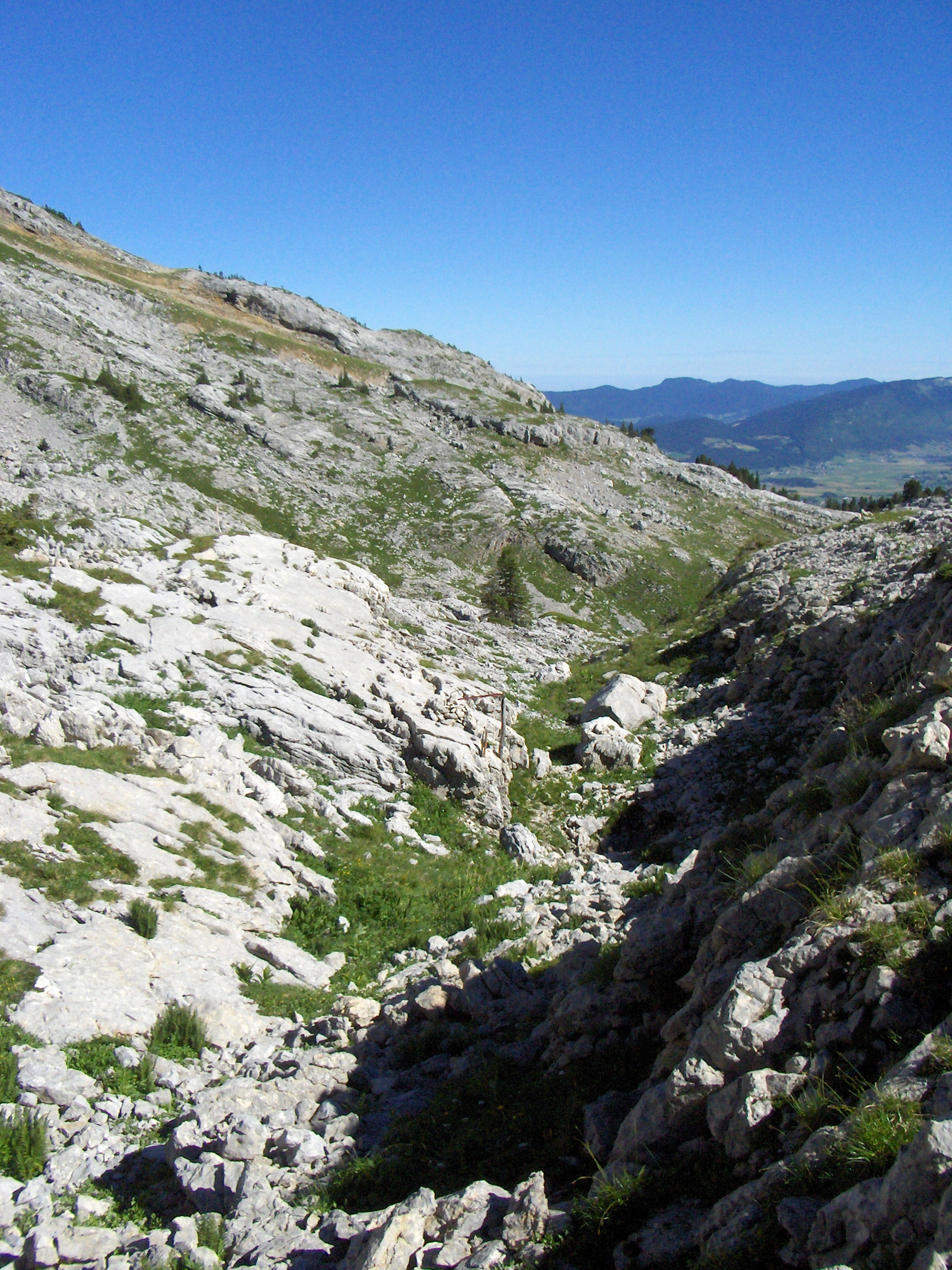
Blizzard[j].
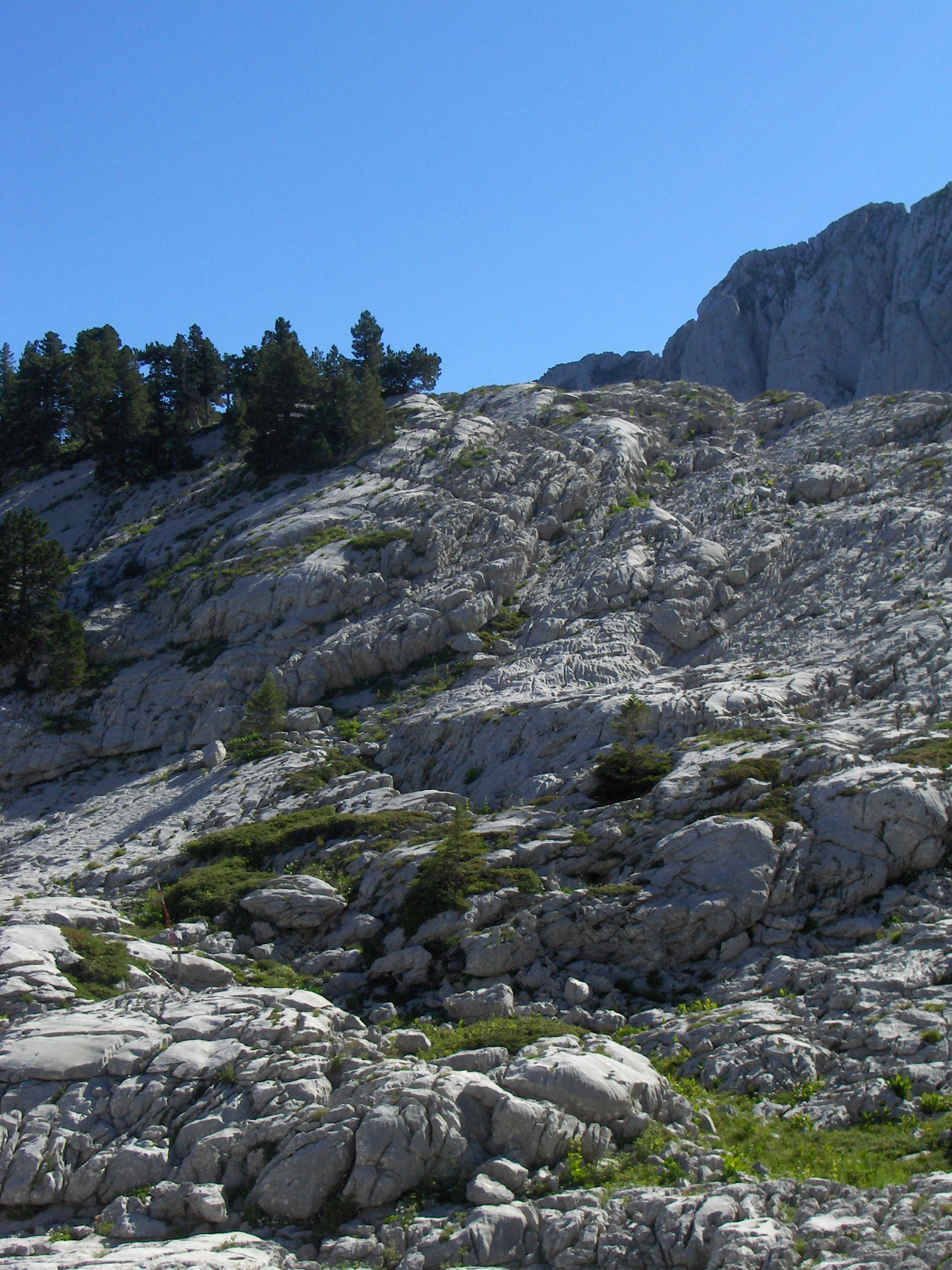
Nuits-Blanches[k].
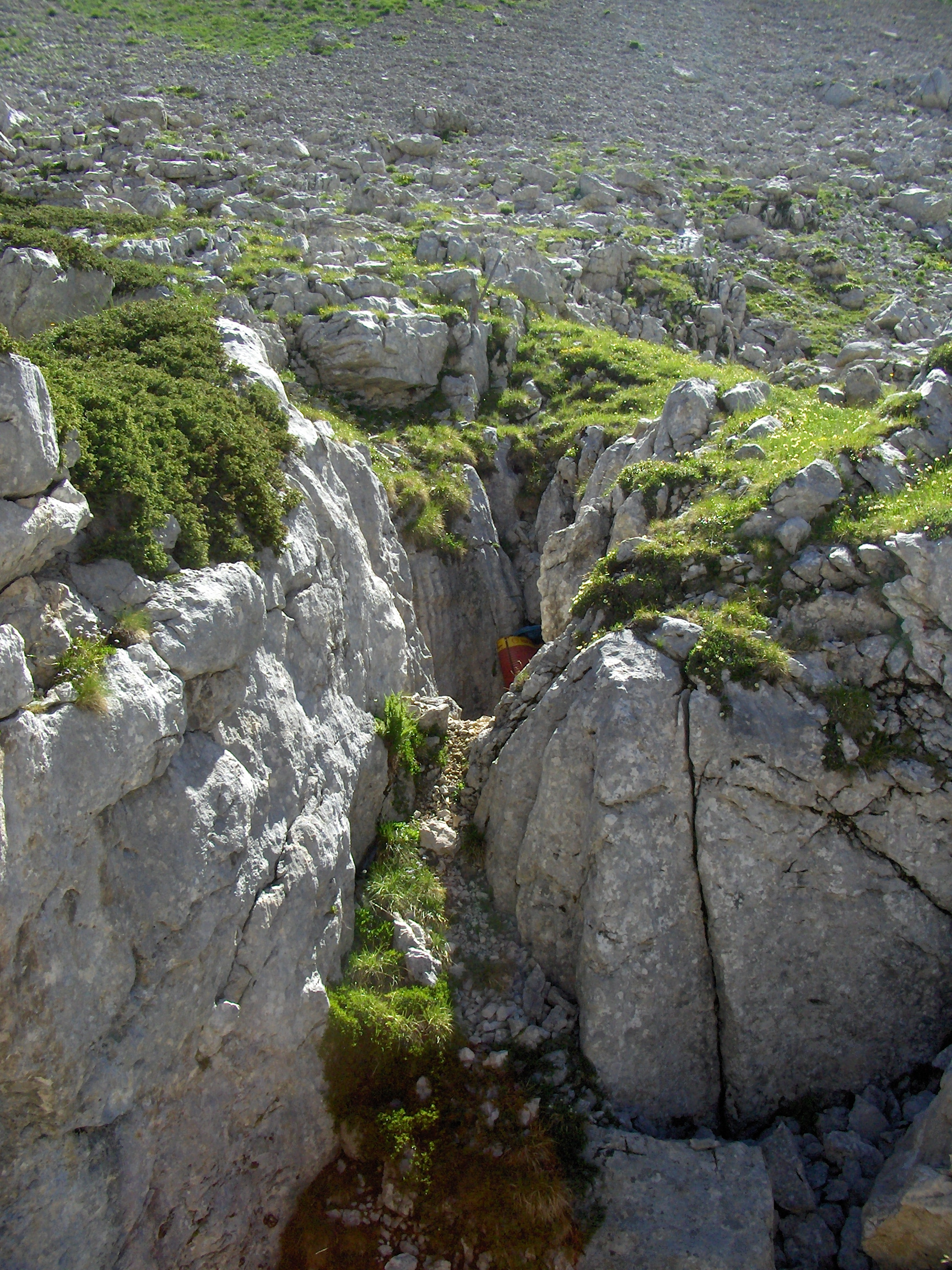
Pré de l'Achard[l].
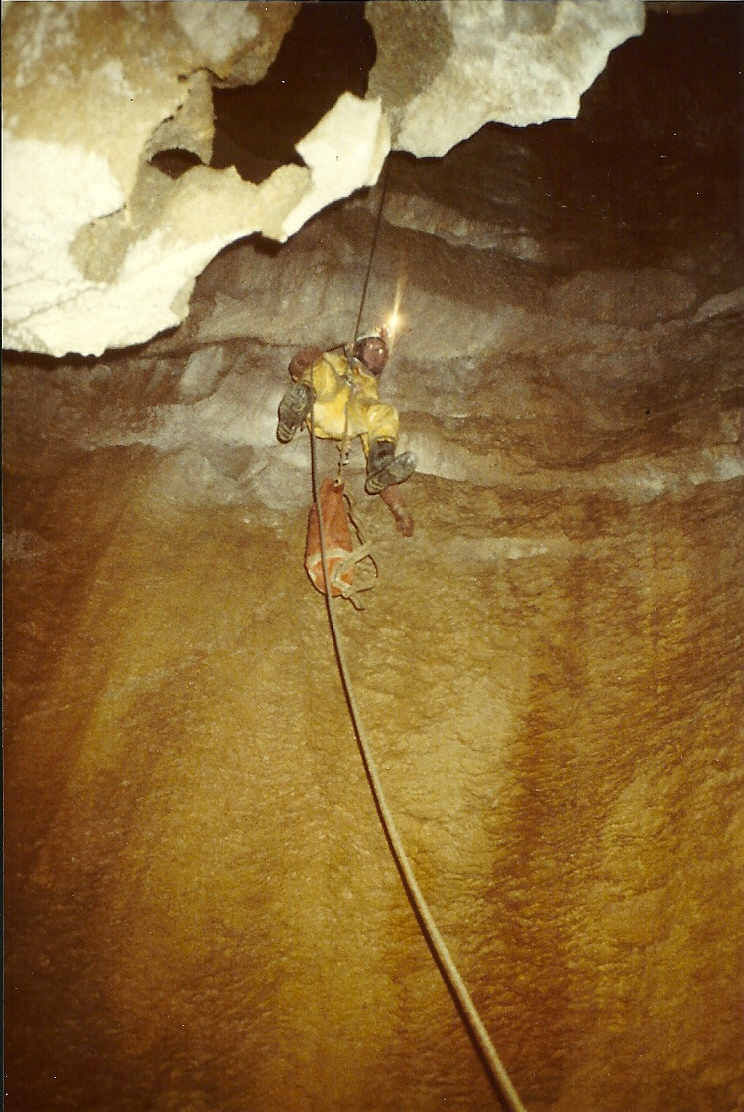
Brumes-Matinales (puits du Centenaire).
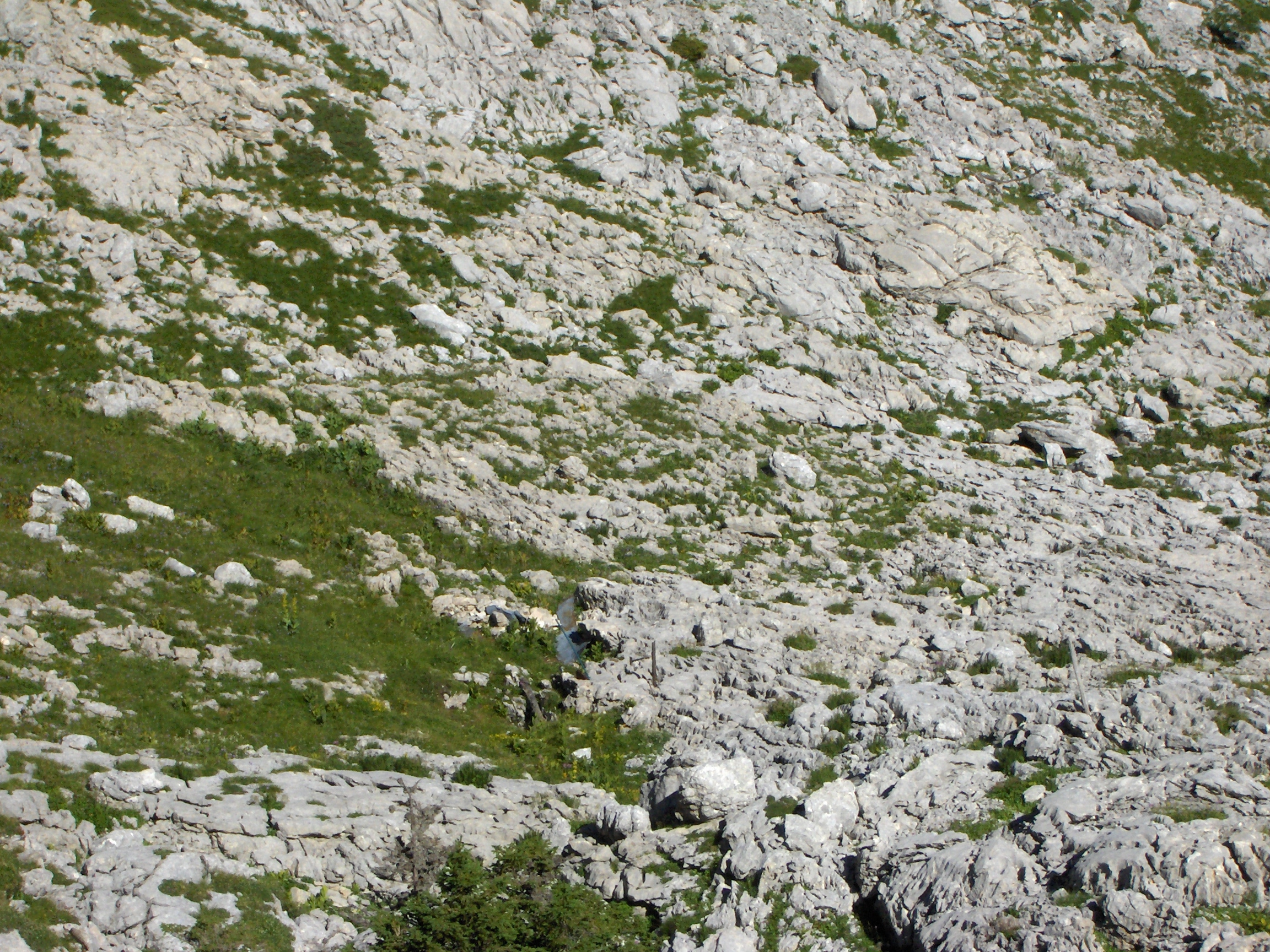
Brumes-Matinales[m].
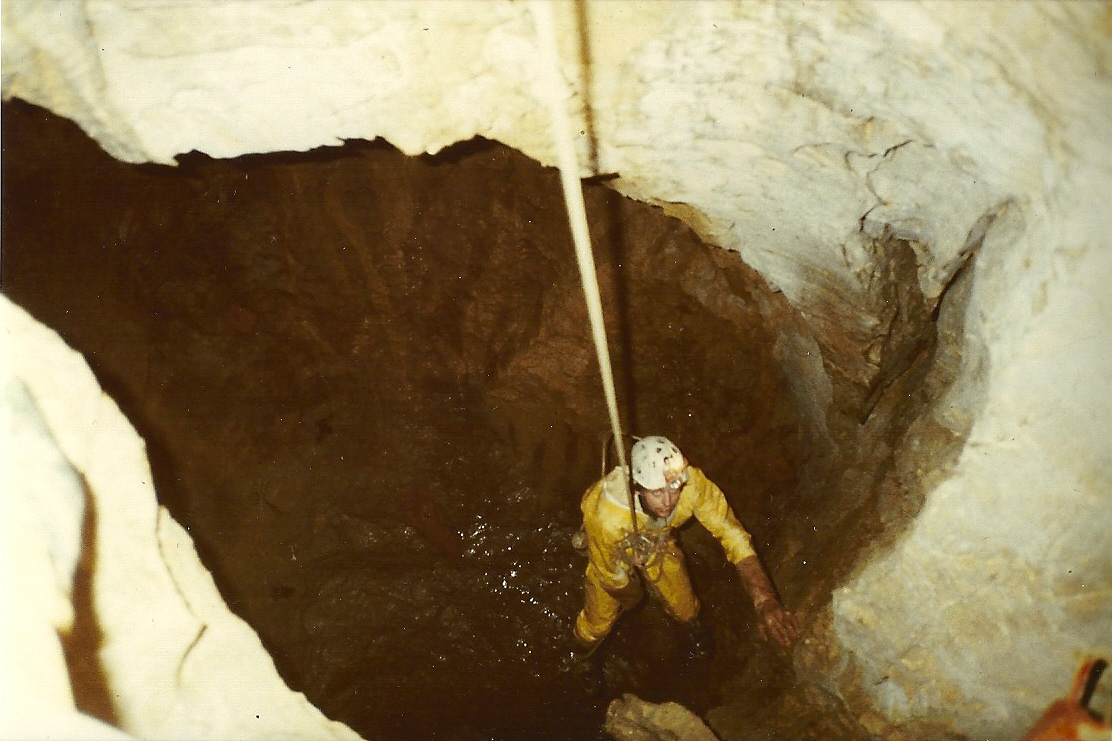
Brumes-Matinales (−200 m).
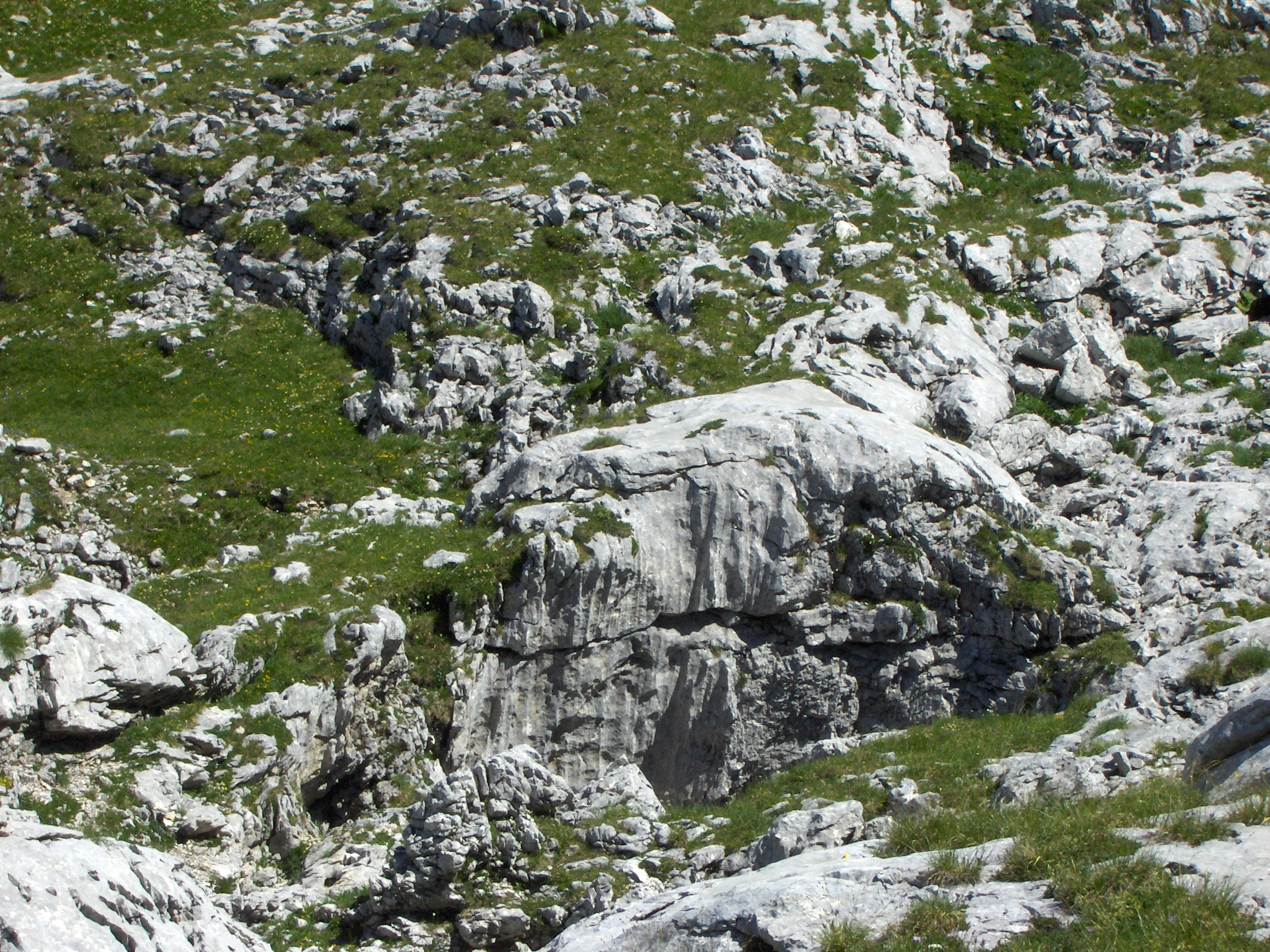
Silence[n].
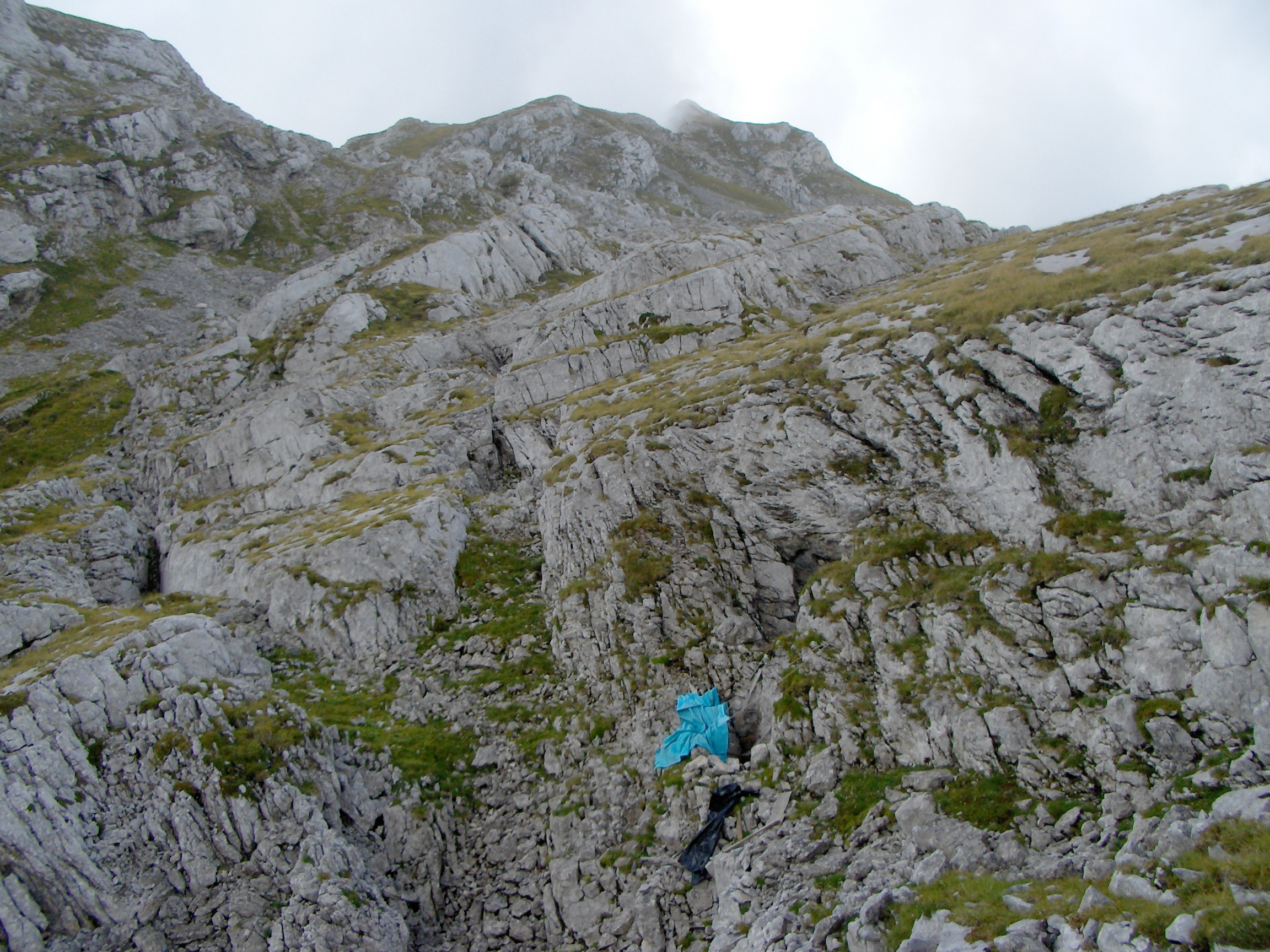
Mistral[o].
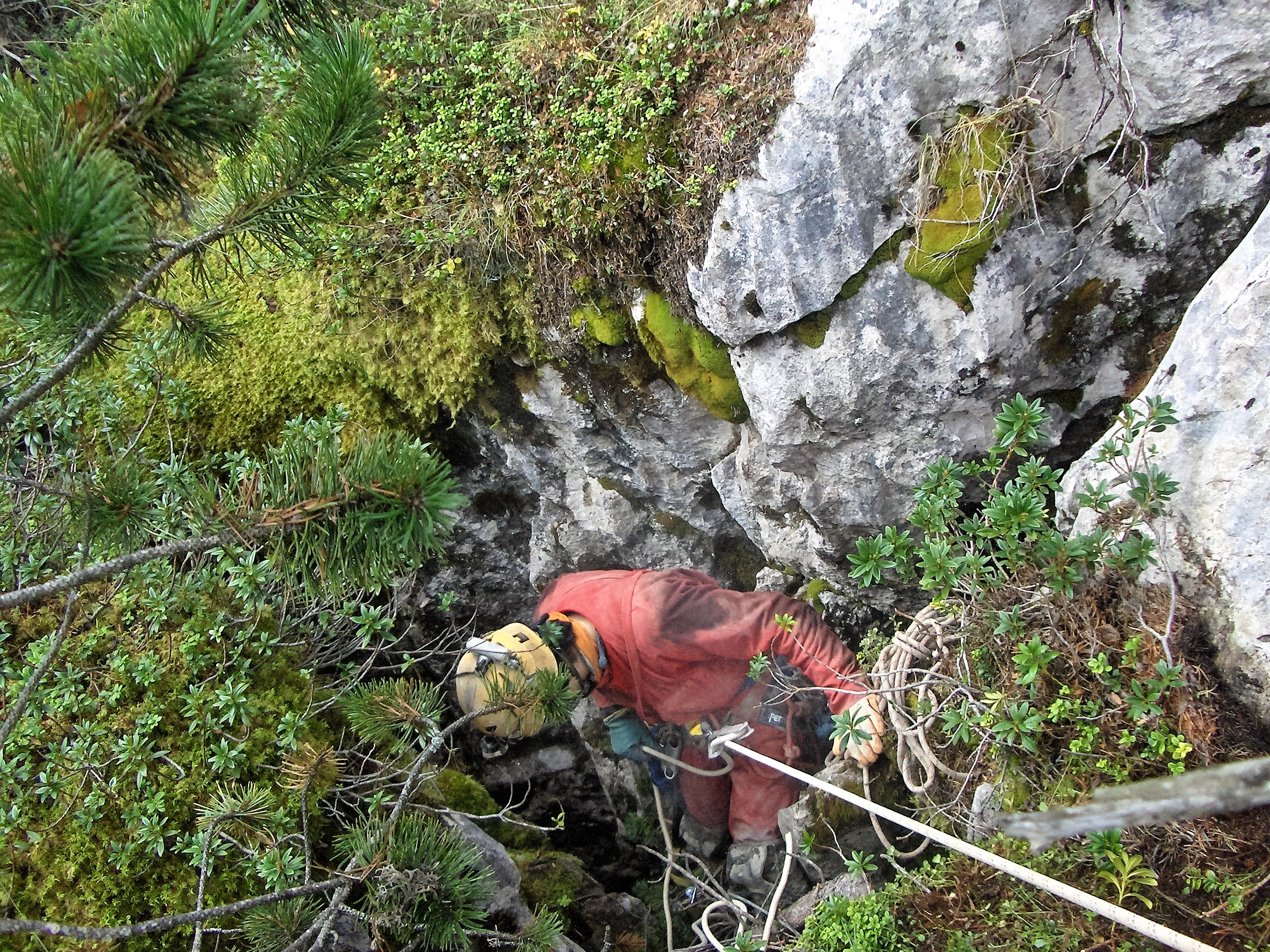
Jeunesse d'Automne[p].
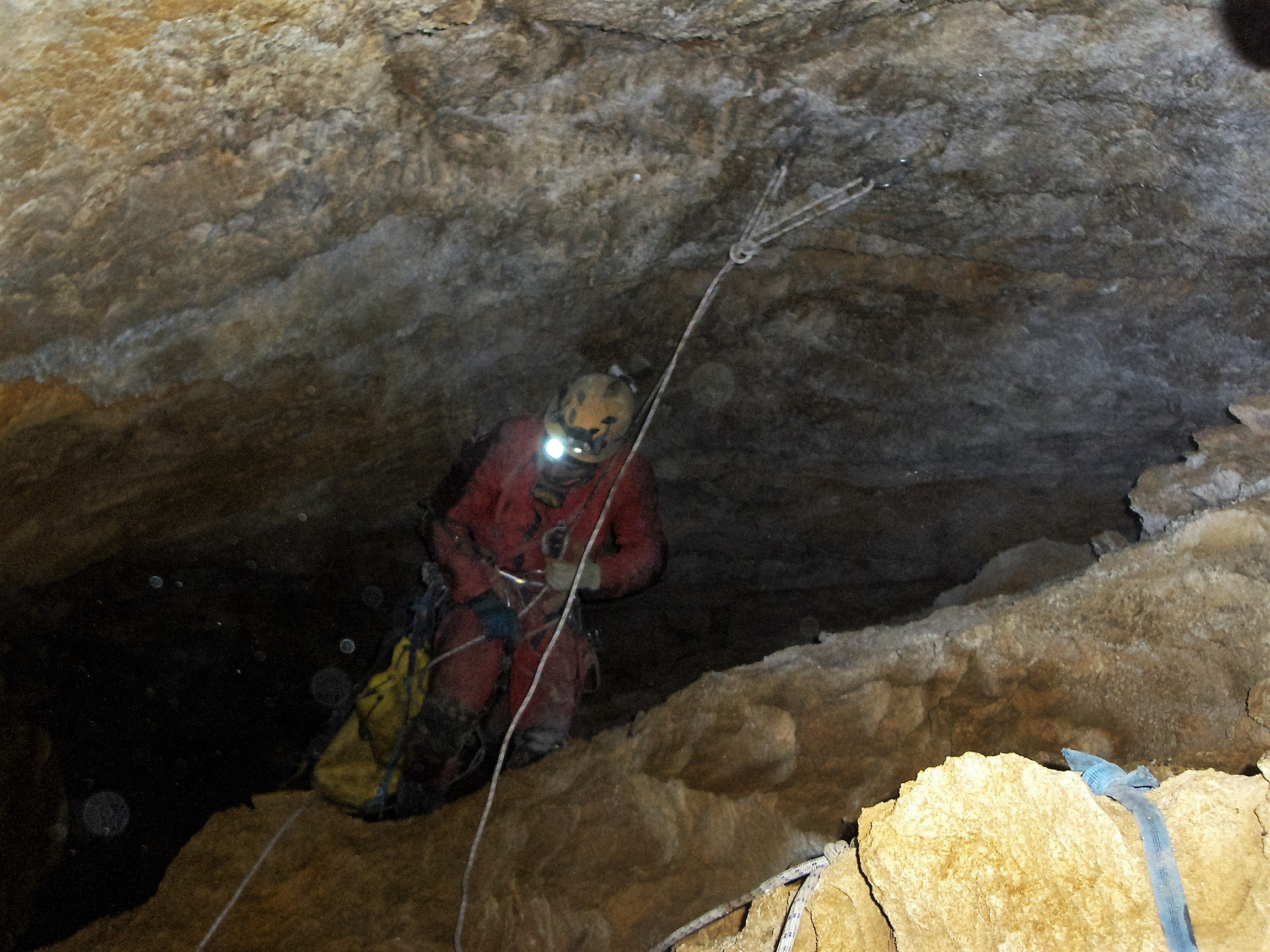
Jeunesse d'Automne (puits des Ancêtres).

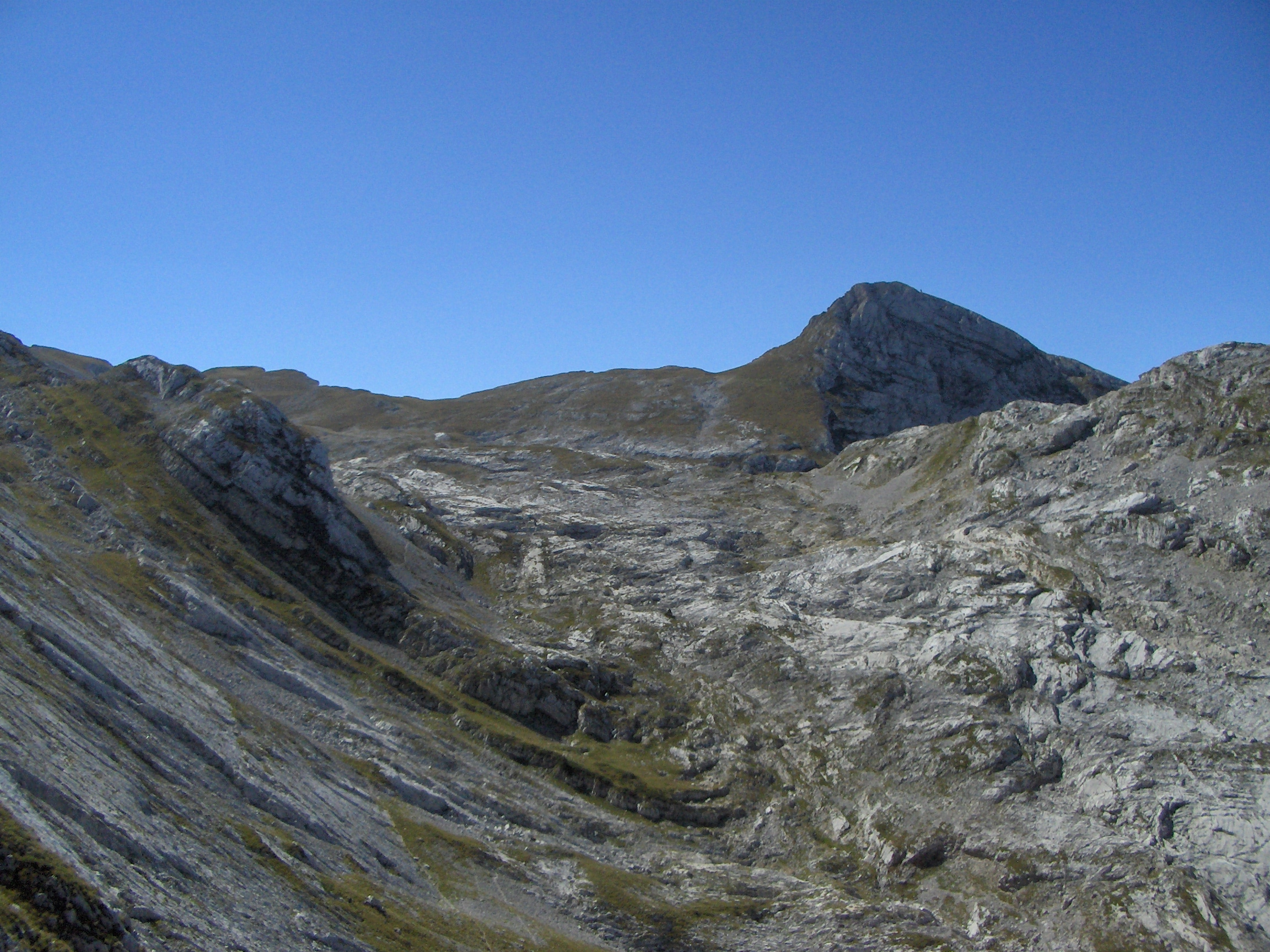
Le vallon du Clot d'Aspres et la Grande Moucherolle
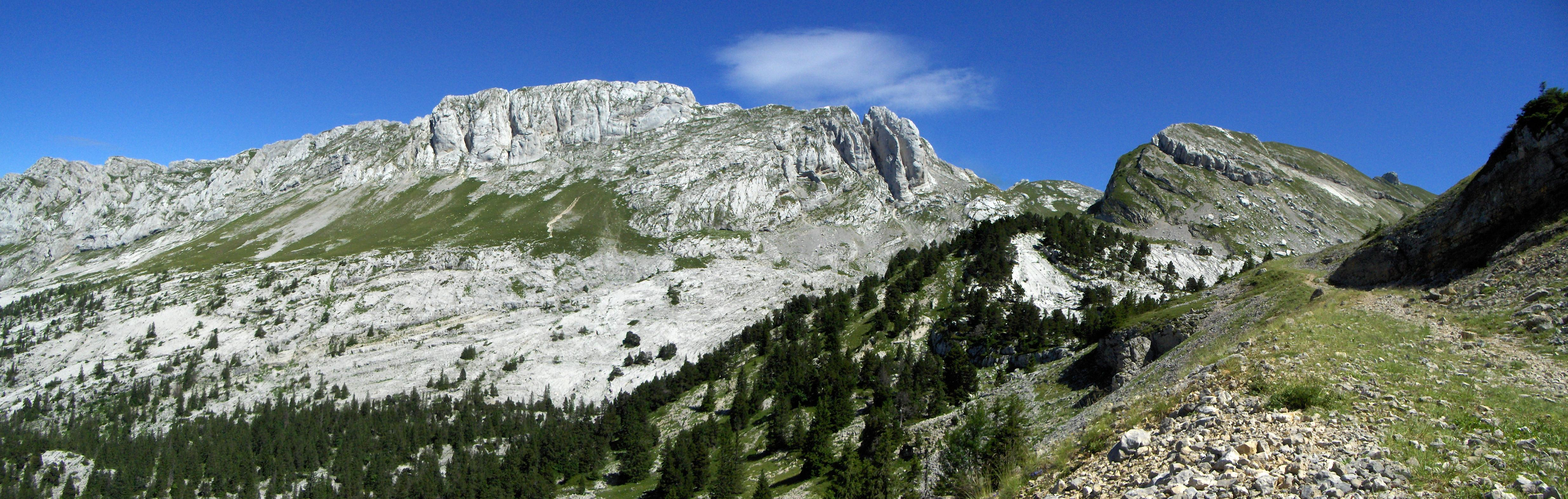
Le vallon de la Fauge et le vallon du Clot d'Aspres
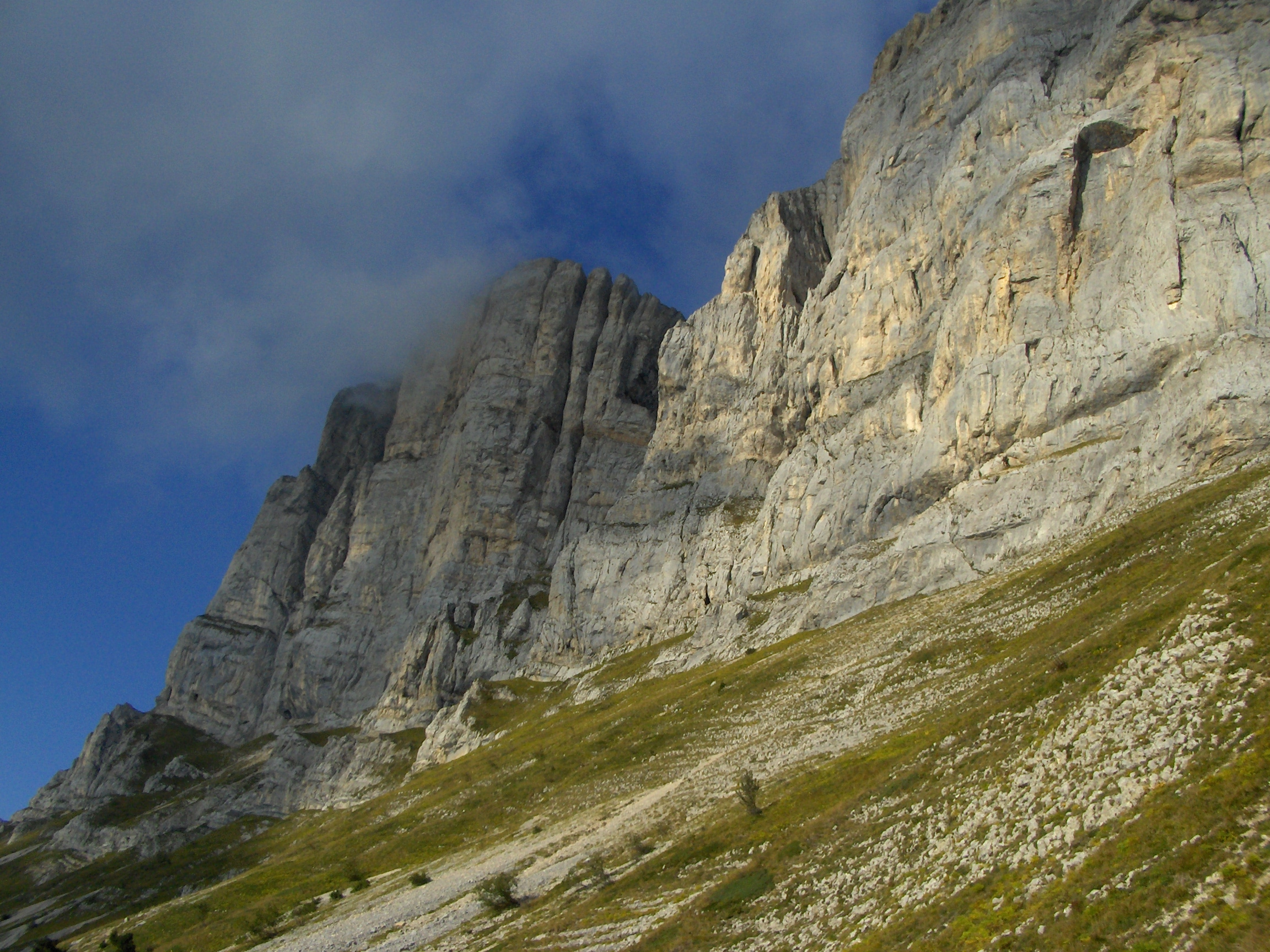
Les falaises des Deux Sœurs